# Bizánci építészet

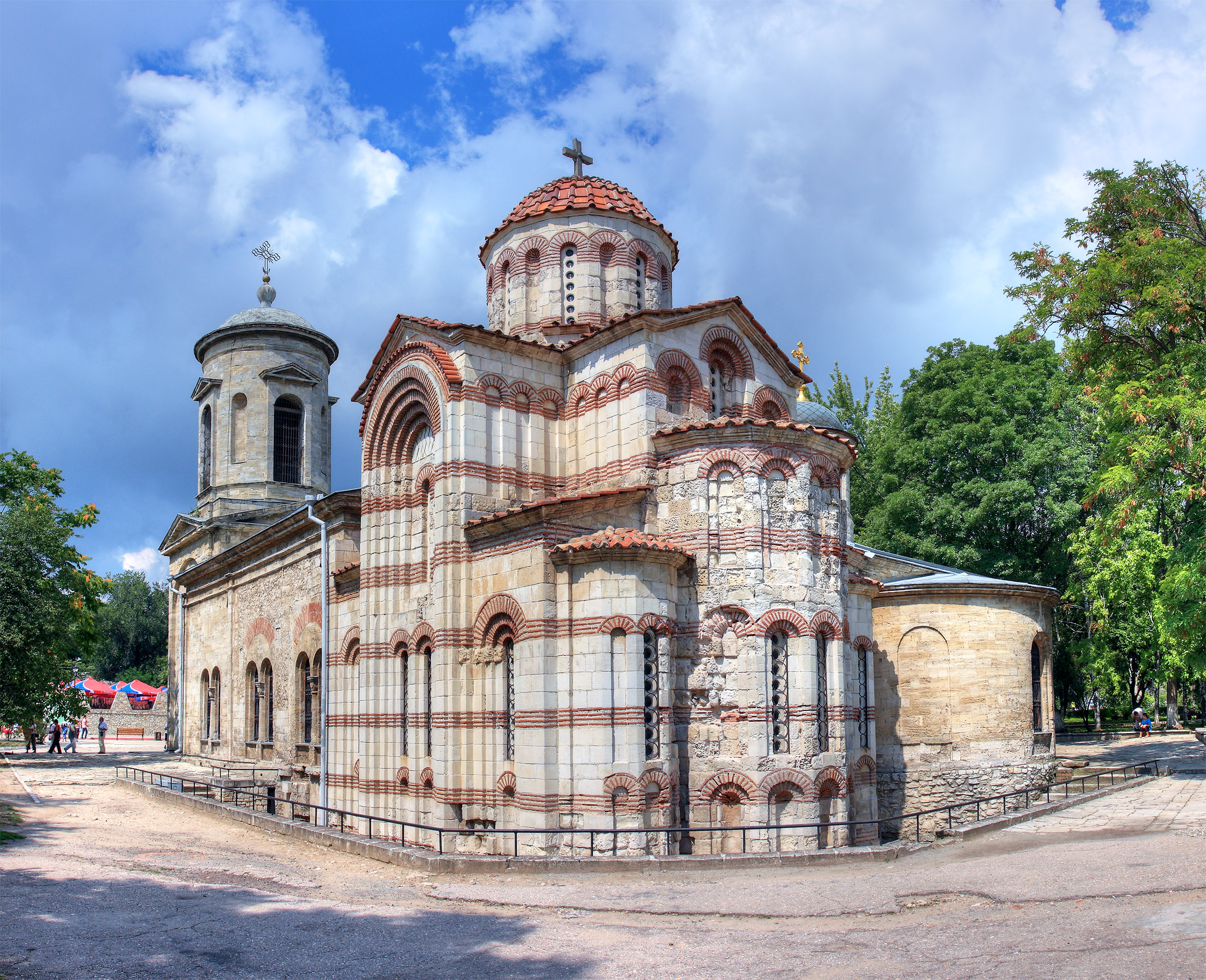
A Keresztelő Szent János-bazilika a Krímben (Kercs)

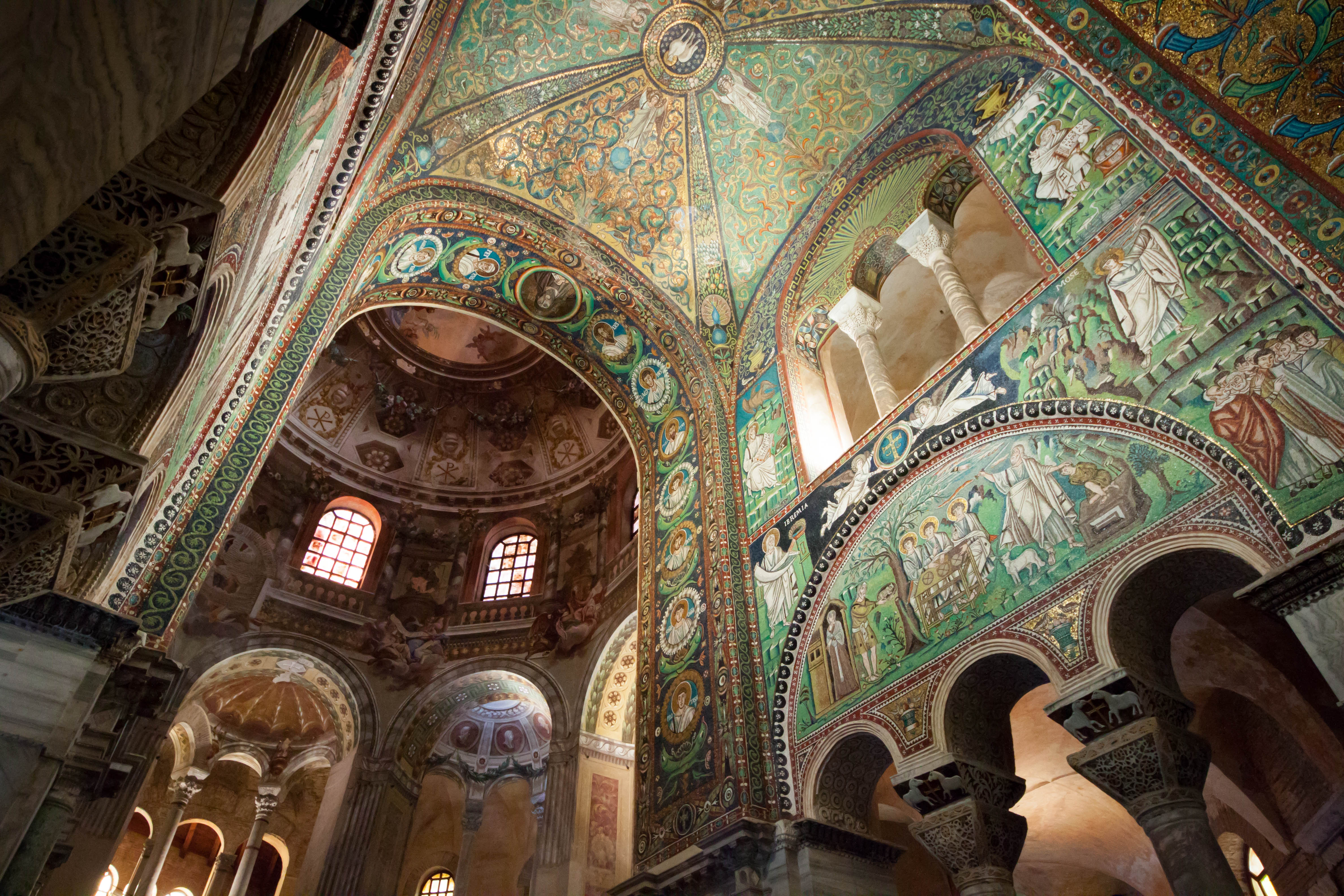
A ravennai San Vitale-templom belső tere

A bizánci építészet a Bizánci Birodalomban alakult ki az ókeresztény építészet nyomdokain. Hamarosan jellemzővé vált a birodalom által befolyásolt államokban, úgy mint Bulgáriában, Szerbiában, Oroszországban, Örményországban, Grúziában. A korai bizánci építészet lényegében a római építészet folytatása. Közvetlen elődje az ókeresztény építészetben található. A bizánci építészet előzményeinek gazdagsága az ami megalapozza illetve az új szintre emeli azt az építészeti fejlődést ami Bizáncot jellemzik.
A bizánci építészet befolyásolta a korai iszlám építészetet, az ibériai mór építészetet és a modern korban a neobizánci építészetet, de nagy hatással volt a középkori Nyugat-Európára is. Ez a hatás a legvilágosabban a 8-9. századi Karoling építészetben mutatkozik meg.

## Kialakulása, eredete

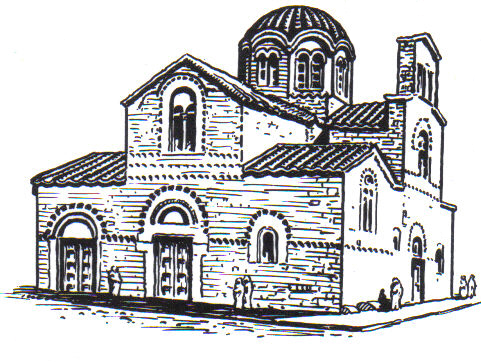
Példa a bizánci építészetre

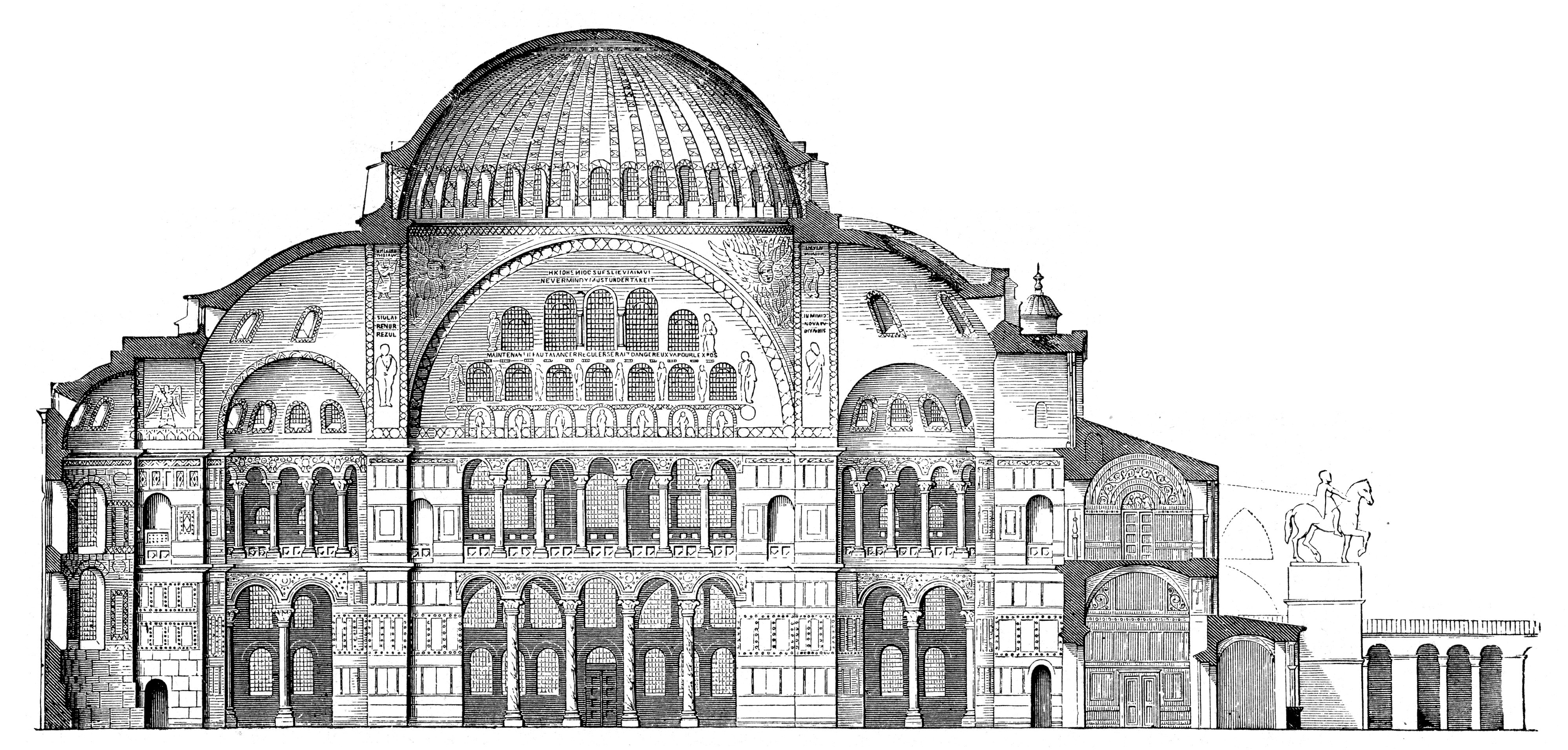
A konstantinápolyi Hagia Szophia, a bizánci építészet remekműve

A Bizánci Birodalom első aranykora, az úgynevezett kora bizánci korszak Konstantinápoly alapításától a 700-as évekig tartott. Nagy Konstantin császár (r306–337) a Boszporusz partján fekvő ókori görög várost, Bizáncot választotta a Római Birodalom új fővárosának helyéül 324-ben. 330-ban a szenátust és a császári udvart Rómából ide helyezte át, amelyet ő Konstantinápolynak (Konstantin poliszának vagy Konstantin városának) nevezett el. Konstantin volt a Római Birodalom első keresztény uralkodója.
Az új főváros tervében Nagy Konstantin arra törekedett, hogy Rómát utánozza. Rómához hasonlóan Konstantinápoly is hét dombból állt, és tizennégy régióra volt felosztva, illetve volt egy kapitólium is. Az Augustaeon néven ismert nagy Fórum az egész középkorban híres volt. Talán már Konstantin előtt is létezett, aki csupán átépítette azt. Négy oldalán oszlopcsarnok volt, amely alatt szobrokat helyeztek el. Ezek között volt egy csoport, amely Konstantint és édesanyját, Hélénét ábrázolta a kereszt oldalán állva. Ez a típus Keleten hagyomány maradt, és ott még ma is így szerepel a freskókon és metszeteken. A város egyéb helyei között volt egy második Fórum is, amely Konstantin nevét viselte. Ez kerek volt, ami ritka elrendezés, és két apszissal ellátott oszlopcsarnok vette körül. Középen, egy monumentális szökőkúton a korai keresztény művészethez kapcsolódó szobrok álltak: a Jó Pásztor, Dániel az oroszlánok között. Ismeretes, hogy Konstantin ezt a két témát választotta a város összes nyilvános szökőkútjának díszítésére. A város többi részét viszont pogány istenségek ókori szobrai díszítették. Így az új városban mindenütt a két vallás konfliktusban állt egymással. Nem messze ettől a Fórumtól egy porfír oszlopon Konstantin nagy szobra állt, a fejét sugarakkal koronázva; de nem az ő képmására készült: – Ez egy Apolló volt, akit a frígiai Héliopolisz városából vittek el, és keresztény császárrá alakítottak át.

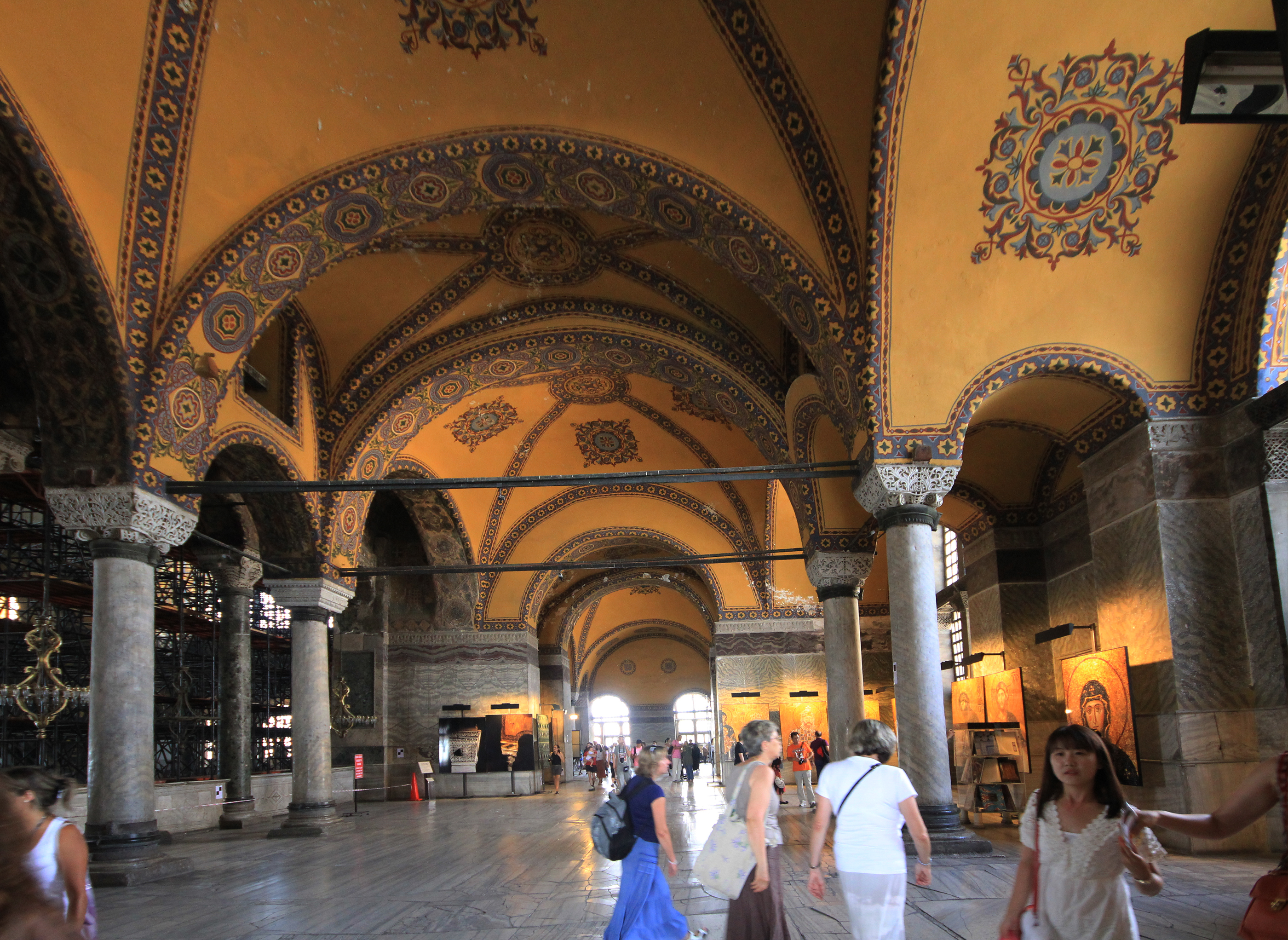
A Hagia Szophia oszlopai

Csegely, amire a kupolát helyezték. Egy másik változatában a kupola és a csegely közé egy úgynevezett dobot (tambur) helyeztek, illetve a kupola tetején helyezkedett el az úgynevezett lámpás, vagy laterna.

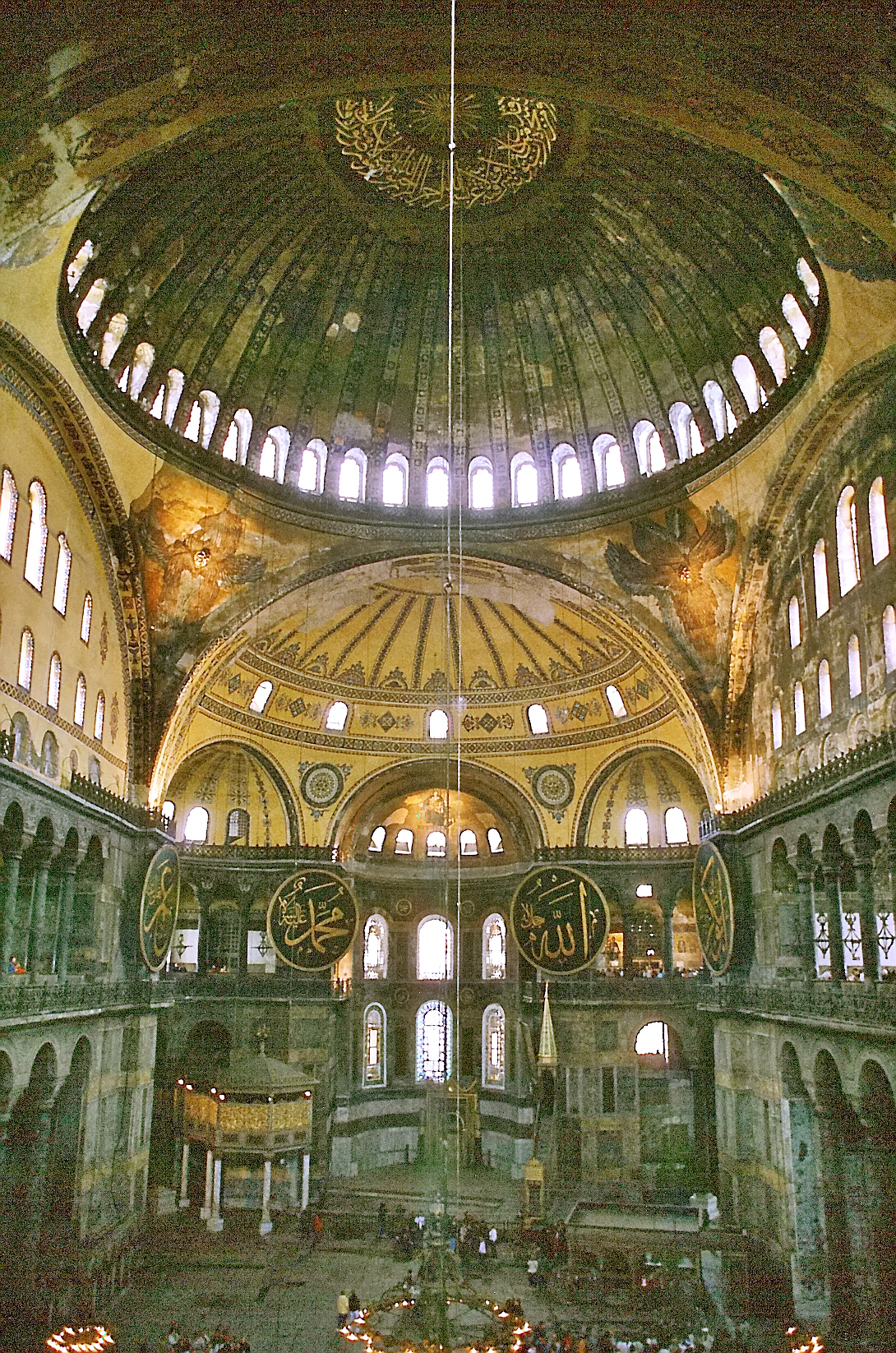
A Hagia Szophia belső képe, a kupola 55 méterrel a padló fölé emelkedik.

Az Augustaeon oldalában állt a város legszebb épületei közül néhány: a szenátus palotája, egy fényűzően díszített és épített bazilika és a nagy császári palota. Ez utóbbi, amely az idők során szinte önálló várossá bővült, a 4. században már meglehetősen nagy területet foglalt el. A palota az Augustaeonon nyílt, és a tengerparton, a Boszporusz bejáratáig húzódott. Az arannyal és mozaikokkal díszített csarnokokból a császár láthatta a hadiflottáját, amelyek hadseregeit Itáliába, Ázsiába és Afrikába szállította, és azokat a gazdag árukkal megrakott kereskedelmi hajókat is, amelyek Bizáncot távolabbi népekkel hozták kapcsolatba, és biztosították az uralkodó és a város polgárainak jólétét. A palota mellett, azzal összeköttetésben egy másik építmény is állt, amely nagy szerepet játszott a bizánci társadalomban, és bizonyos értelemben a mindennapi élet központjává vált: ez volt a római cirkuszok mintájára épült Hippodrom.
A Fórumon állt a főtemplom, a nagy Hagia Szophia (Szent Szophia-bazilika), amely kétszer is leégett, amíg Jusztiniánusz újjá nem építette, már teljesen új alaprajz szerint, és ezzel a bizánci építészet emblematikus alkotásává nem tette. A városban különösen a vallási épületek voltak pompásak. Konstantin és anyja állítólag mintegy hét év alatt nem kevesebb mint huszonegy templomot építtetett. Ezek közül a Szent Apostolok temploma, amely a császári család temetkezési helyéül is szolgált, pompájában a Hagia Sophia után a második volt.
A keresztény építészet a görög-római építészetből ered, de Kelet egyes vidékein, különösen Szíriában, már idegen elemek hozzáadásával lassanként átalakult. A palmürai és a baal-beki romok jól mutatják ezt: alaprajzukban, fővonalaik megjelenésében és díszítésükben ezek az épületek eredeti megjelenésűek; de már megfigyelhető az a tendencia, hogy az egyenes vonalakat ívekkel, a virágágyásokat árkádokkal helyettesítették. Az új stílus gyorsan elterjedt. A negyedik század elején készült Dalmáciában egy palota, amely ezzel az ázsiai építészettel rokon: Diocletianus palotája, aki uralkodása alatt Ázsiában tartózkodott, majd lemondása után Salonába vonult vissza.
A bizánci építészet a Bizánci Birodalomban alakult ki az ókeresztény építészet nyomdokain. Hamarosan jellemzővé vált a birodalom által befolyásolt államokban, úgy mint Bulgáriában, Szerbiában, Oroszországban, Örményországban, Grúziában. A korai bizánci építészet lényegében a római építészet folytatása. Közvetlen elődje az ókeresztény építészetben található. A bizánci építészet előzményeinek gazdagsága az ami megalapozza illetve az új szintre emeli azt az építészeti fejlődést ami Bizáncot jellemzik. A csegelyes kupola azonban már egyértelműen bizánci találmány. Ez teszi lehetővé, hogy e fölé kupolát boltozzanak. A központi kupola oldalnyomását az azt körülvevő terek falai és boltozatai veszik fel. Ezzel alakul ki a bizánci építészetre jellemző kilencosztatú tér. Későbbi fejlemény volt, amikor a kupolát megemelték egy úgynevezett tamburral, ahol az ablakokat elhelyezték.
A csegelyes kupolaalakítás első nyomai a harmadik századra vezethetők vissza, Ammánba, ahonnan előbb Itáliába, később Örményországba vagy Bizáncba került. Ezekből a történeti adatokból megállapítható, hogy mindkét kupolaillesztési módszer keletről származik. Mindkét megoldás széles körben elterjedt, azonban a sarokfülkés megoldást a későbbiekben elsősorban az iszlám épületeknél találjuk meg, bár a román stílusú építkezéseknél is találunk széleskörű alkalmazásokat.
A centrális épületek kupolájának sokfélesége, az a mód, ahogy a kupola a négyezet alappilléreire támaszkodik, rengeteg egyéni megoldást hozott létre. Már az ókeresztény építészetben is megjelent a kétféle alátámasztás: a csegelyes és a sarokfülkés megoldás. Amíg a csegely esetében a pillérek fölötti gömbháromszögeken nyugszik a kupola, a sarokfülkés megoldás elve az, hogy apró sarokívek segítségével a négyzetes teret, amin a kupola nyugszik, nyolcszöggé, majd körré alakítják át. Egyes kutatók szerint a sarokfülkés megoldást elsősorban Örményországban és Perzsiában alkalmazták. Érdekesség, hogy a sarokfülke első formái az Altaj vidékén fából készültek, ennek nyomai már az i. e. 3. században kimutathatók. Később kezdték ezeket téglából fejleszteni.
Jellegzetes kezdeti példái a római Santa Maria Maggiore vagy a San Paolo fuori le  mura. Ebből fokozatosan kialakult egy stílus, amely magába szívta a közel-keleti hatásokat, de főként a görög elemeket. A templomépítészetben nem a hosszhajós (bazilikális), hanem a központos alaprajzú, kupolás templomtípus honosodott meg. Jusztiniánusz alatt volt a virágkora. 
A 6. században épült legnagyobb értéke a Hagia Szophia, a Szent Bölcsesség temploma. Építészei tökéletesítették a kupolás épületek Keleten szokásos formáit. A nyugaton uralkodó hosszhajós bazilikával szemben középponti elrendezésű hosszhajós kupolás templomokat emeltek. A római zárt kupolaterektől eltérően megoldották a függőkupolás térzáró szerkezetek építését. Az egyházi hatalom nagyszerű kifejezője volt a hatalmas, pillérekkel négy helyen alátámasztott, kupolás, központi elrendezésű építmény, melyhez egy-egy félkupolával fedett tér csatlakozott. Ezeket ismét kisebb félkupolák bővítették. A baldachinos oltárok, domborműves szószékek, a kupola arany hátterű mozaikdíszítésének keleties pompája, s a padlózat színes burkolása a bizánci császári hatalom, és az isteni bölcsesség épületévé avatják.
Technikai szempontból a Hagia Szophia építése arra késztette az építészeket, hogy alaposabban tanulmányozzák a kupolák jellegzetességeit, hogy jobban megismerjék az általa kiváltott hatást, a felhasználási lehetőségeket és az alkalmazandó szabályokat. Ettől kezdve a latin bazilikák keleten kivételnek számítottak, de az új kupolás templomokban a Hagia Szophia térszerkezetét nem egyszerűen lemásolták. A kupola volt az a téma, amely körül számos variációt hajtottak végre, és Konstantinápolyban, a Hagia Sophia közelében, Jusztiniánusz alatt más stílusú templomok is épültek. A Szent Szergiosz és Bakkhosz-templomban („Kis Hagia Szophia”) például az ókeresztény modell szerinti központi kupolát nem két félgömb alakú boltozat szegélyezi a nyugati és az ellentétes oldalról. A forma négyzet alakú; a kupola nyolc pilléren nyugszik, és e pillérek között négy apszis található. Az oldalterek és a belső kupola alatti tér egyensúlya okozza azt az úgynevezett kettős térhatást, ami a bizánci templomokra elsősorban jellemző. A belső térbe az egyszerű hívek nem léphettek be, az csak a szertartási tekerület volt.
A bizánci építészet jellegzetessége a centrális alaprajzon és a kerek kupolákon kívül: a tégla építőanyagként való használata kő helyett, a mozaikok széleskörű alkalmazása díszítőelemként a szobrok helyett, az épületek nagyobb magassága. A bizánci építészek főként téglát használtak, amelynek általában megtartották a masszívabb formát. Ezeken a téglákon, amelyeket igen nagy állagú habarccsal készítettek, gyakran olyan jelek találhatók, amelyek alapján felismerhető az épületek keltezése és jellege. A falak magja általában betonból készül, és a téglák csak a burkolatot alkotják. Az épületek külső díszítését az ókeresztény építészethez hasonlóan általában nem tartották fontosnak. A nyers falak határolta tömbök szerkezetével értek el művészi hatásokat.
Konstantinápolyban a Szent Apostolok-templom  a 4. században épült és több mint 700 évig a második legfontosabb templom volt a Hagia Szophia után. A Konstantin-korszakból származó ókori források pompás és hatalmas épületként írják le. Alaprajza a bizánci templomok egyik prototípusának tekinthető; középpontjában görög kereszt és öt kupola volt, bár valószínűleg nem ez a templom volt az első ilyen. A két egyforma méretű, háromszoros szélességű fülke hosszában, a közepénél derékszögben metszik egymást. A plénum így egy egyenlő ágú kereszt, amely öt keskeny négyzet alakú rekeszre oszlik. Mindegyik rekesz fölött egy-egy kupola emelkedik, amely négy függőcsapra támaszkodik. Szalonikiben a Szent Szophia épülete úgy tűnik, hogy Jusztiniánusz uralkodásának idejéhez kötődik, bár Prokopiosz nem említi. Úgy tűnik, hogy az építész talán a konstantinápolyi Hagia Szophia szerkezetét utánozta. A négy pilléren nyugvó nagy központi kupola valóban megtalálható ott is, de már nem kíséri a Konstantinápolyban meglévő két nagy félkupola, és lényeges különbségek is vannak. Ázsiában, Antiokheia környékén a Dana-templomnak nincs kupolája, és inkább a bazilika típusával rokon; másrészt ott van a patkóív különös példája, amely a bizánci építészetből az arab építészetbe kerül át. Maguk a bizánciak is a közép-ázsiai építészektől kölcsönözték ezt a formát. Szintén Antiokheiai példa a 380-ban épült Szent Babülosz síremléke is.

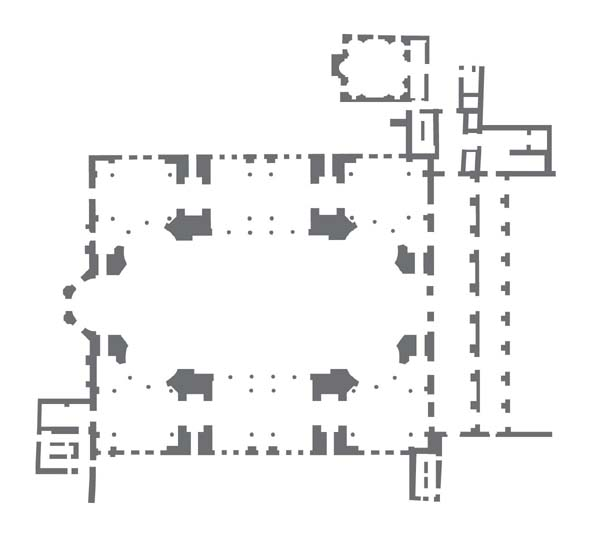
A konstantinápolyi Hagia Szophia alaprajza, 6. század
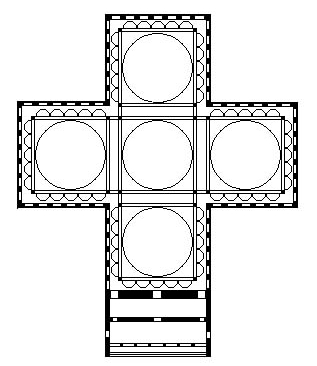
A konstantinápolyi Szent Apostolok-templom ötkupolás, görögkereszt alaprajza
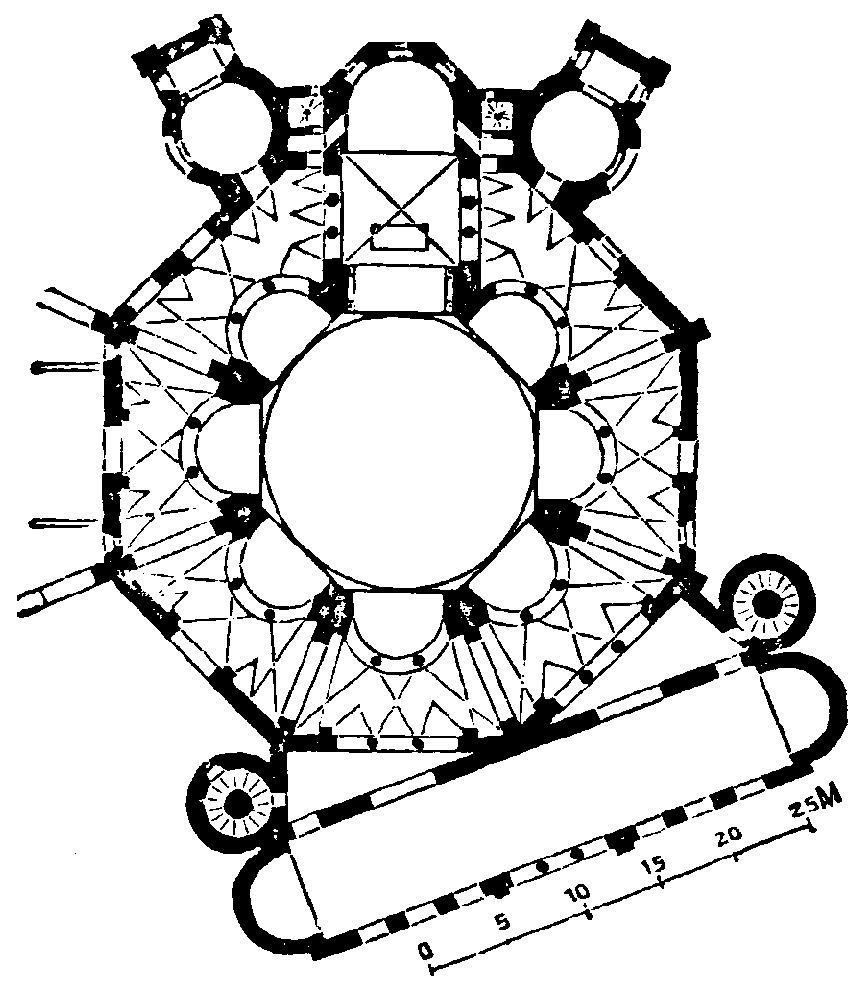
A ravennai San Vitale-templom nyolcszögletű alaprajza, 6. század
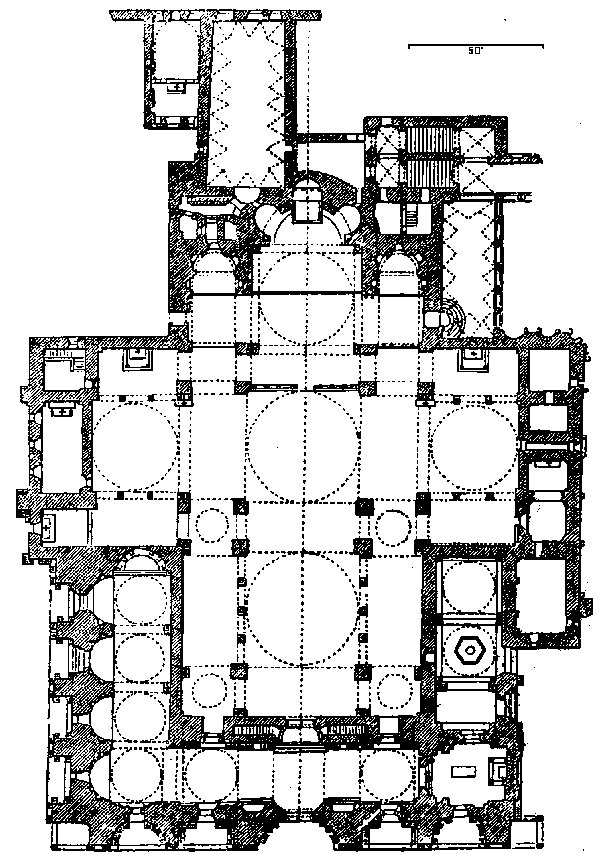
A velencei Szent Márk-székesegyház, 11–12. század
A Szent Szergiosz és Bakkhosz-templom (Kis Hagia Szophia) alaprajza

Bizánci központos (centrális) alaprajzok

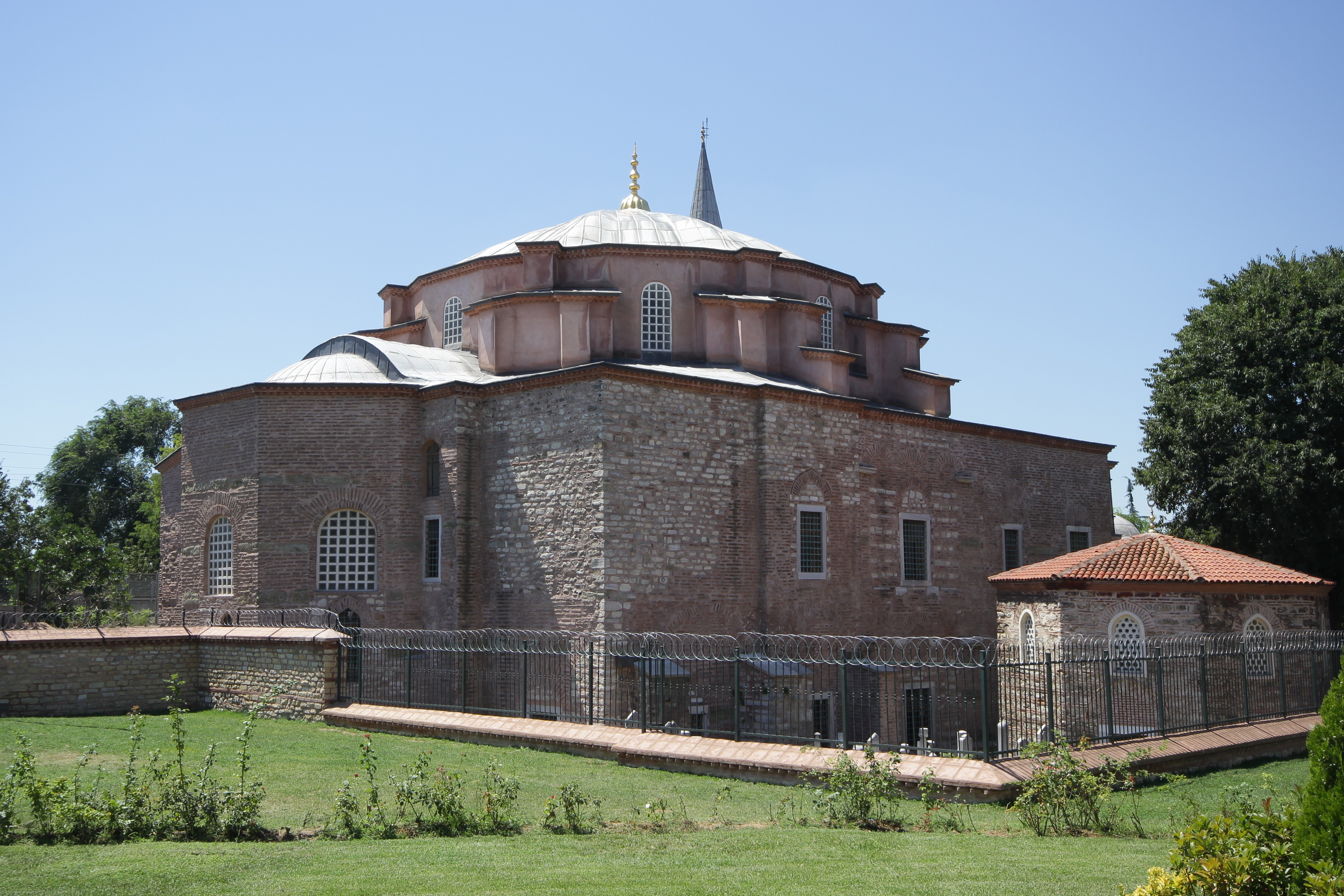
A Szent Szergiosz és Bakkhosz-templom (Konstantinápoly)

A birodalom terjeszkedése kiterjedt azokra a területekre, amelyeket ősi hagyományok kötöttek hozzá, és azokra a régiókra, amelyeket újonnan fejlődő népek foglaltak el. Északon a szomszédos országokat keresztény hitre térítették, és vagy vazallus államként a birodalom határain belülre kényszerítették, vagy politikai szövetségekkel kötötték hozzá. Keleten megújultak a kapcsolatok Grúzia és Örményország keresztény kultúrájával. Délen, a hetedik században az iszlámtól elvesztett birodalmi területeken az ortodox közösségek, mint például a Sínai-hegyi Szent Katalin kolostor, aktívan részt vettek a birodalom szellemi életében. Ugyanebben a térségben a nem ortodox keresztény közösségek – köztük a szíriaiak és az egyiptomi koptok - árkai bizonyítják, hogy ők is kapcsolatot tartottak fenn a birodalommal, akárcsak a nyugat-európai keresztes lovagok, akik azért jöttek keletre, hogy felszabadítsák a keresztény Szentföldet az iszlámtól.

### Itália
A bizánci művészet Itáliában átvette a klasszikus, görög-római hagyomány helyét.  A fővárosban, Rómában a klasszikus tradíció erősen ellenállt a bizánci "új esztétikának" de  végül egyfajta „reneszánsz” keretében újra gyökeret tudott ereszteni.  A bizánci művészet hatása azonban nagyon erős volt Ravennában, amely 568 és 752 között az Exarchátus fővárosa volt, és Velencében is, amely Torcello  időszaka után a Nyugat és Kelet közötti nagy tengeri és kereskedelmi központ lett. Végül ott volt Szicília, amely már az ókor óta kapcsolatban állt Görögországgal, és amely 535 után három évszázadon át Bizánc uralma alatt maradt. Szicília a muszlim hódítással még keletibbé vált, miután a normann királyok kiűzték a muszlimokat, folytatták a Bizánc által erősen befolyásolt összetett stílus hagyományait.
A bizánci építészet hatása a Balkánon át egészen Ravennáig terjedt. A ravennai San Vitale-templom (532–547) s a konstantinápolyi Szent Szergiosz és Bakkhosz-templom összehasonlítása azonban feltár néhány jellegzetes vonást, amely a fővárosi művészet e nyugati ágára jellemző. A bizánci templomban, amely egy négyzetben lévő nyolcszögből áll, a mellékterek, a narthex, az ambulatorium és a fülkék a hatalmas központi csarnokkal egy tömböt alkotnak. A dob (a kupola alatti függőleges rész) alacsony, és a kupola alig emelkedik ki az építményből. A San Vitale-ban a központi csarnok és az ambulatorium, bár összefüggenek egymással, világosan elkülönülnek egymástól. A kupola, amely kisebb, egy magasított dob fölé emelkedik, és a nyolcszögletű, a központi csarnokhoz hasonlóan nyolcszögletű ambulatorium jelentősen kiemelkedik az utóbbiból. Nincs finom átmenet, hanem határozott a kontraszt a torony és az ambulatórium között, amelyek mindegyike enyhén lejtős tetővel fedett; az olasz koncepció plasztikusabb és racionálisabb, mint a bizánci.
I. Iusztinianosz idejében Ravennában, a bizánci hatalom fő itáliai színhelyén is sok templomot építettek. A leghíresebb közülük a nyolcszög alapú épület, a konstantinápolyi Szent Szergiosz és Bakkhosz-templomhoz hasonló. A kupola súlyának csökkentése és szilárdságának biztosítása érdekében az építészek egymásba illesztett üreges cserepekből építették. Maga a kupola alakja kívülről nem látható, mint a keleti templomokban; a piramis alakú tető alatt rejtőzik. Az oltár két oldalán két, jól megvilágított mozaik látható. Az egyik Theodóra császárnőt és kíséretét ábrázolja amint aranyserleget ajándékoz a templomnak, a másik oldalon pedig I. Iusztinianosz nyújtja ajándékát, egy aranytálat. A ruházat bő redője alatt teljesen elenyészik a test formája. Az alakok körülötti földet egyszínű háttér helyettesíti.
A keleti gót uralkodó, Theuderik tízszögletű mauzóleuma (526 k.) korábbi mint a San Vitale, a 4. századi császársírokat idézi. Eltérően a téglaépítményektől, kőből készült. A kupola különlegessége, hogy a megalitikus építmények fedésére szolgáló kőlapot kupola alakra faragták és úgy helyezték rá az épületre. A háromhajós bazilikatípus ugyanakkor tovább élt, még a 6. században is építettek ilyen jellegű egyházi épületeket: a Sant Apollinare Nuovo-bazilika Ravenna kikötőjében ennek a típusnak egy példánya. Az oszlopfőket ugyanabban a műhelyben faragták, ahol a konstantinápolyi templomok oszlopdíszeinek többségét is. Ezzel a templommal közeli rokonságban áll a horvátországi Porečben található Euphrasius-bazilika, amely szintén a 6. században épült. Igen jellegzetes a nagy Konstantin korabeli Szent Sír-rotonda Jeruzsálemben.

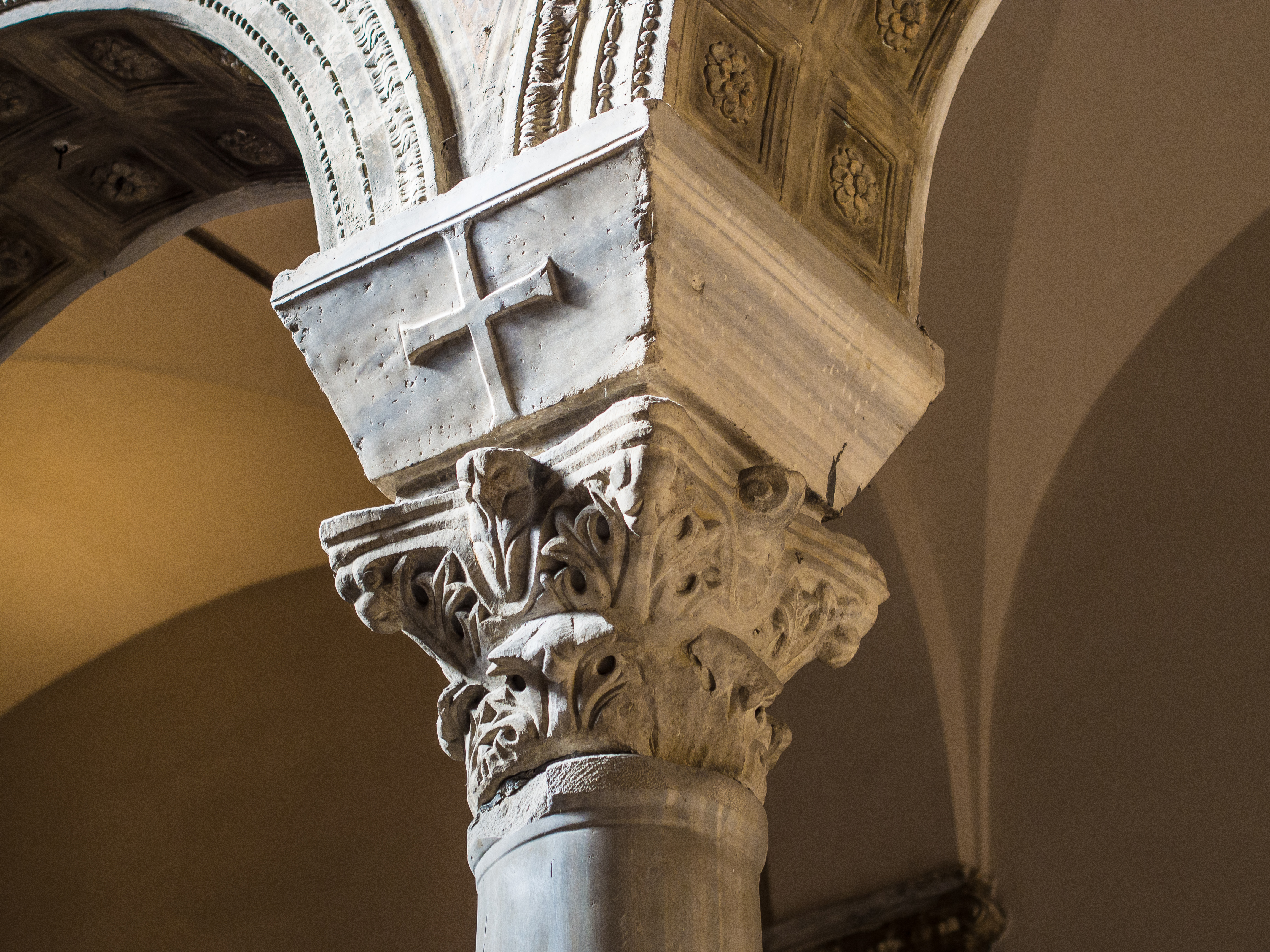
Oszlopfő a Sant’Apollinare Nuovo-bazilikában (Ravenna)
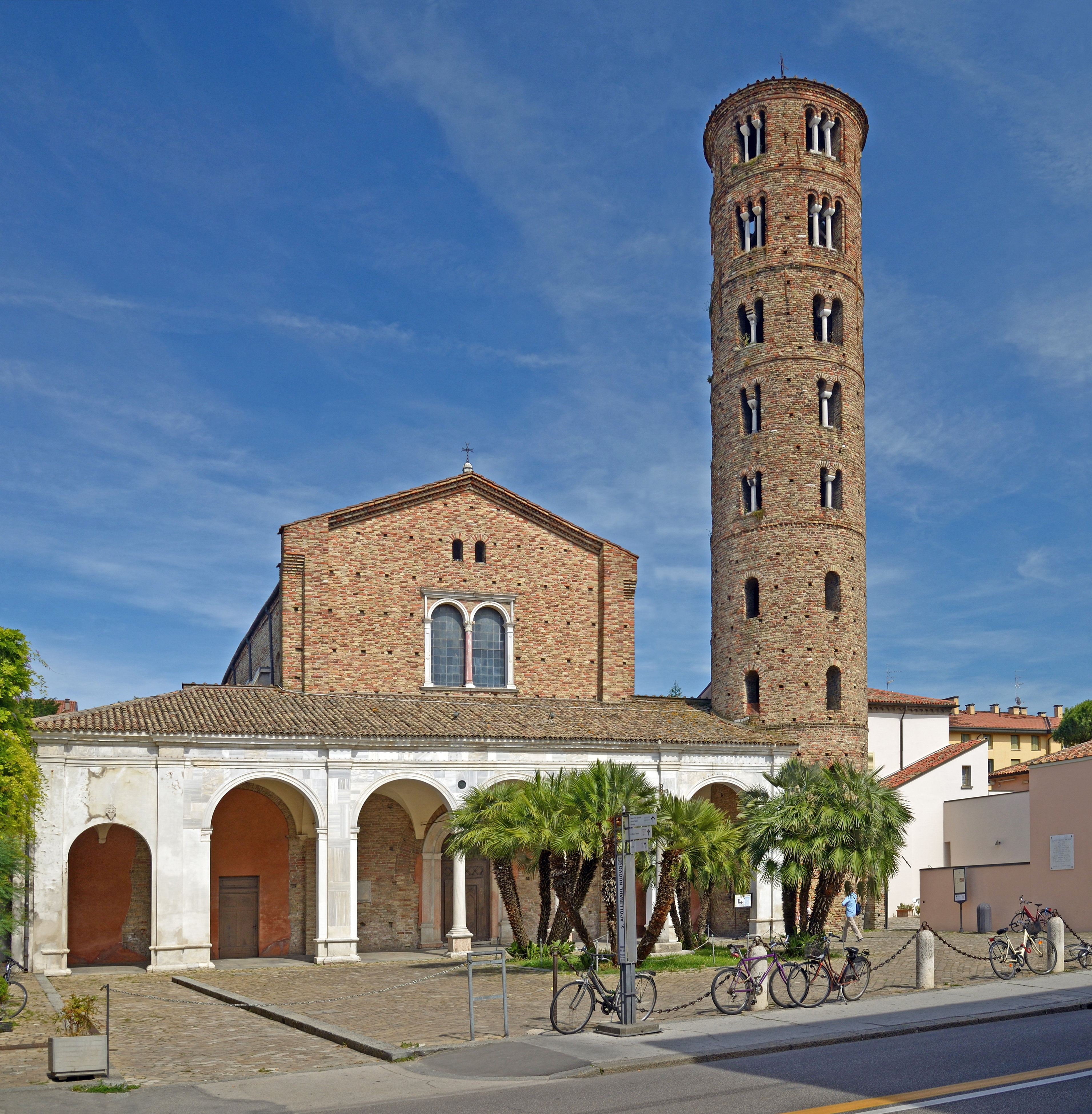
Sant Apollinare Nuovo-bazilika (Ravenna)
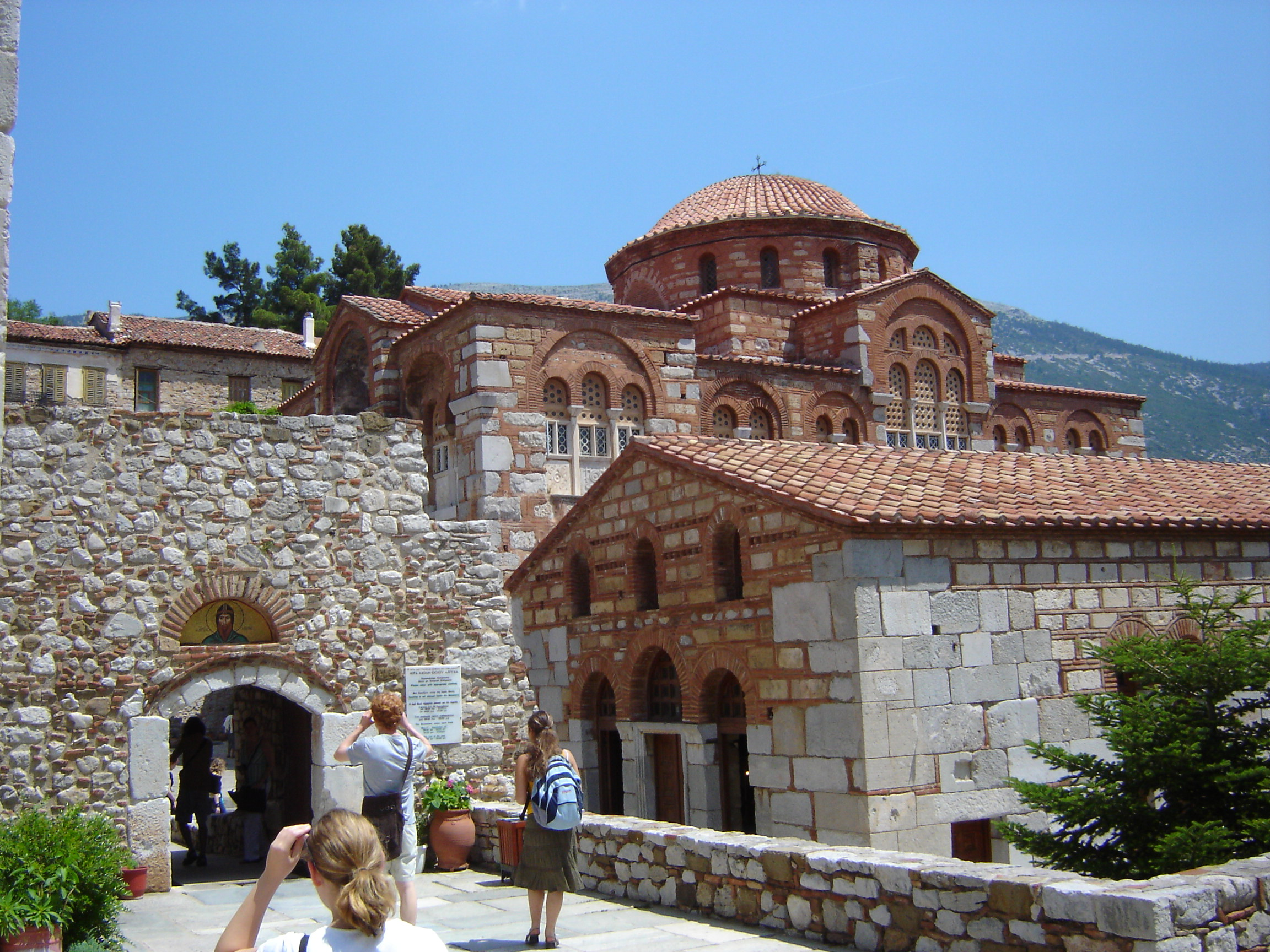
Hosziosz Lukasz-kolostor
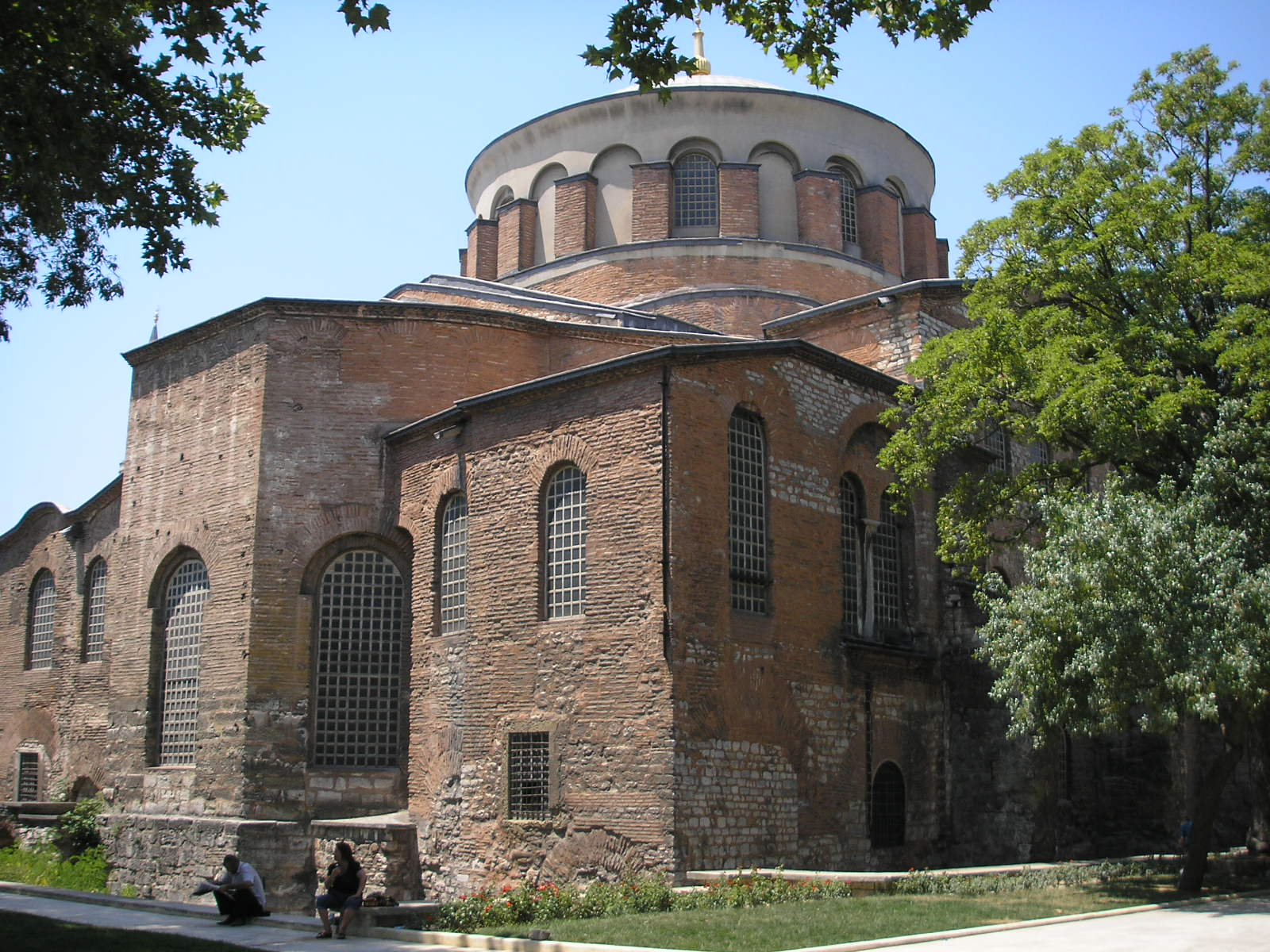
Hagia Irene (Szt. Irén-templom), Isztambul
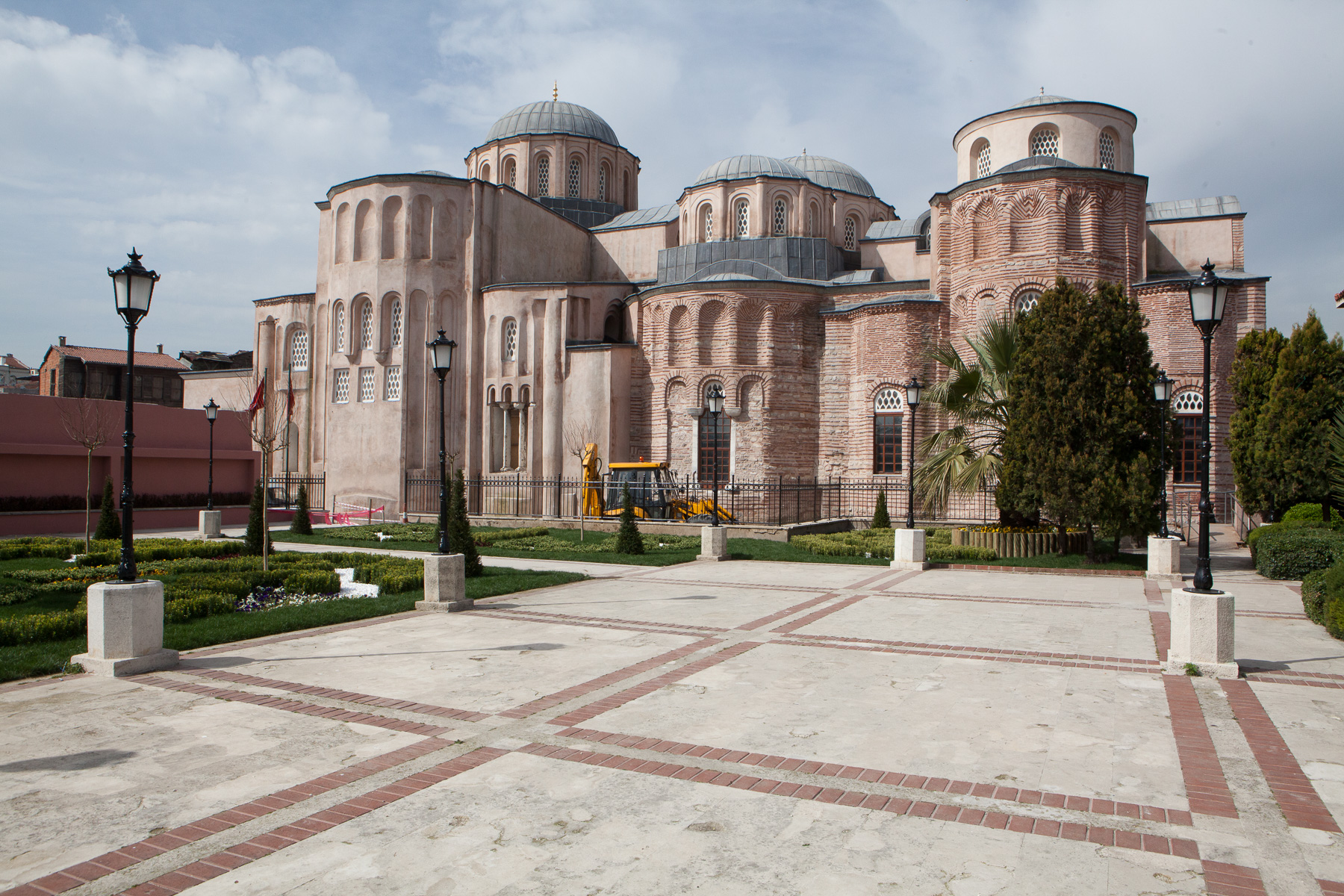
Az egykori Pantokrátor-templom (ma Zeyrek-mecset), Isztambul
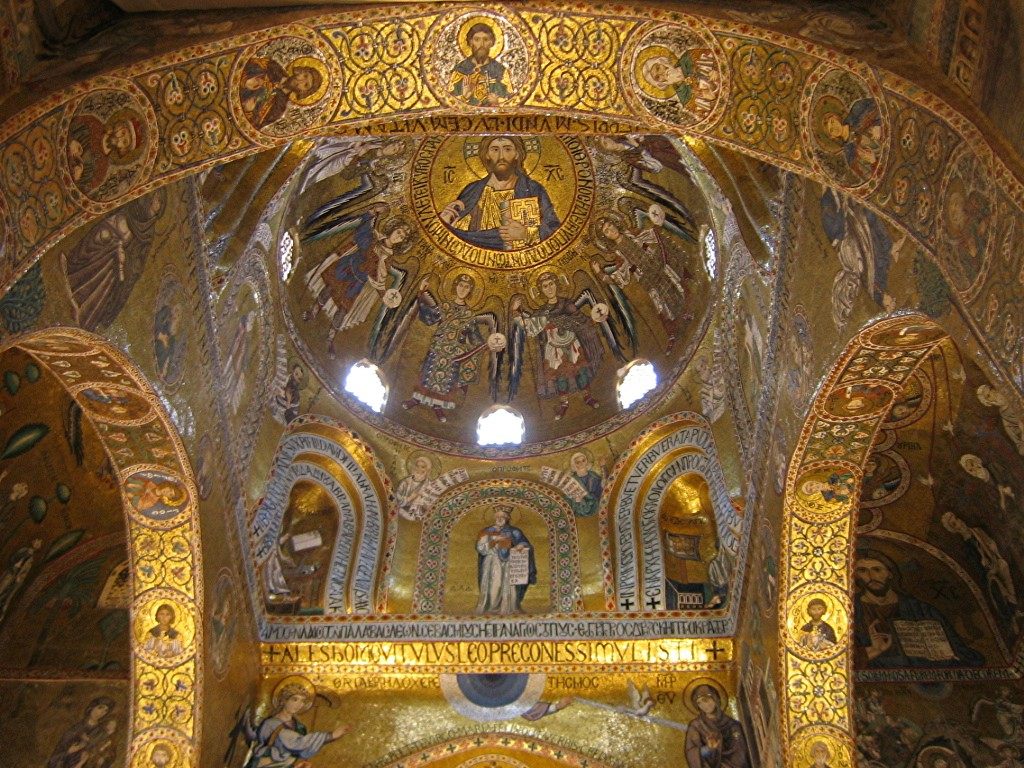
A palermói királyi kápolna (Palatinus)
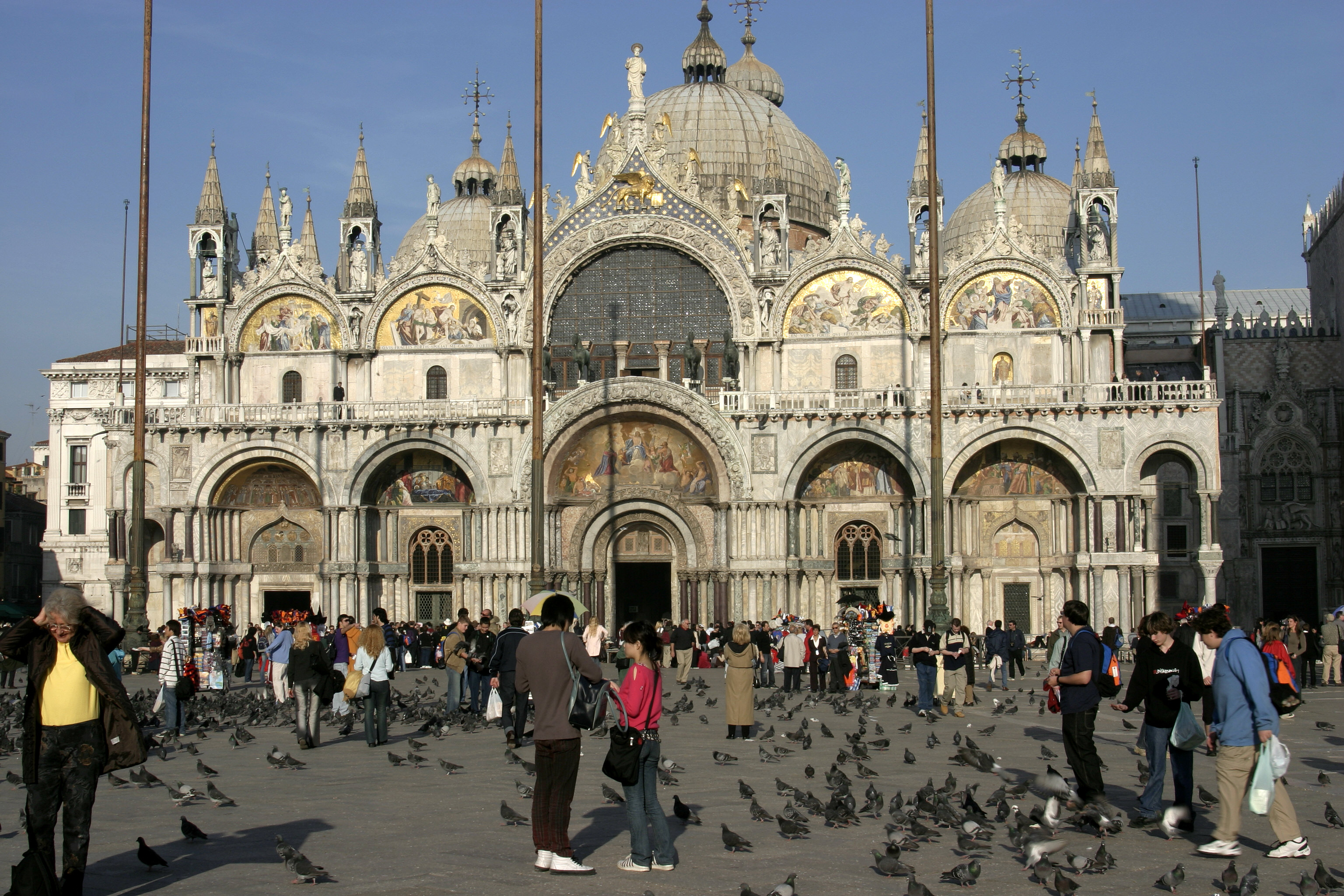
Szent Márk-székesegyház, Velence
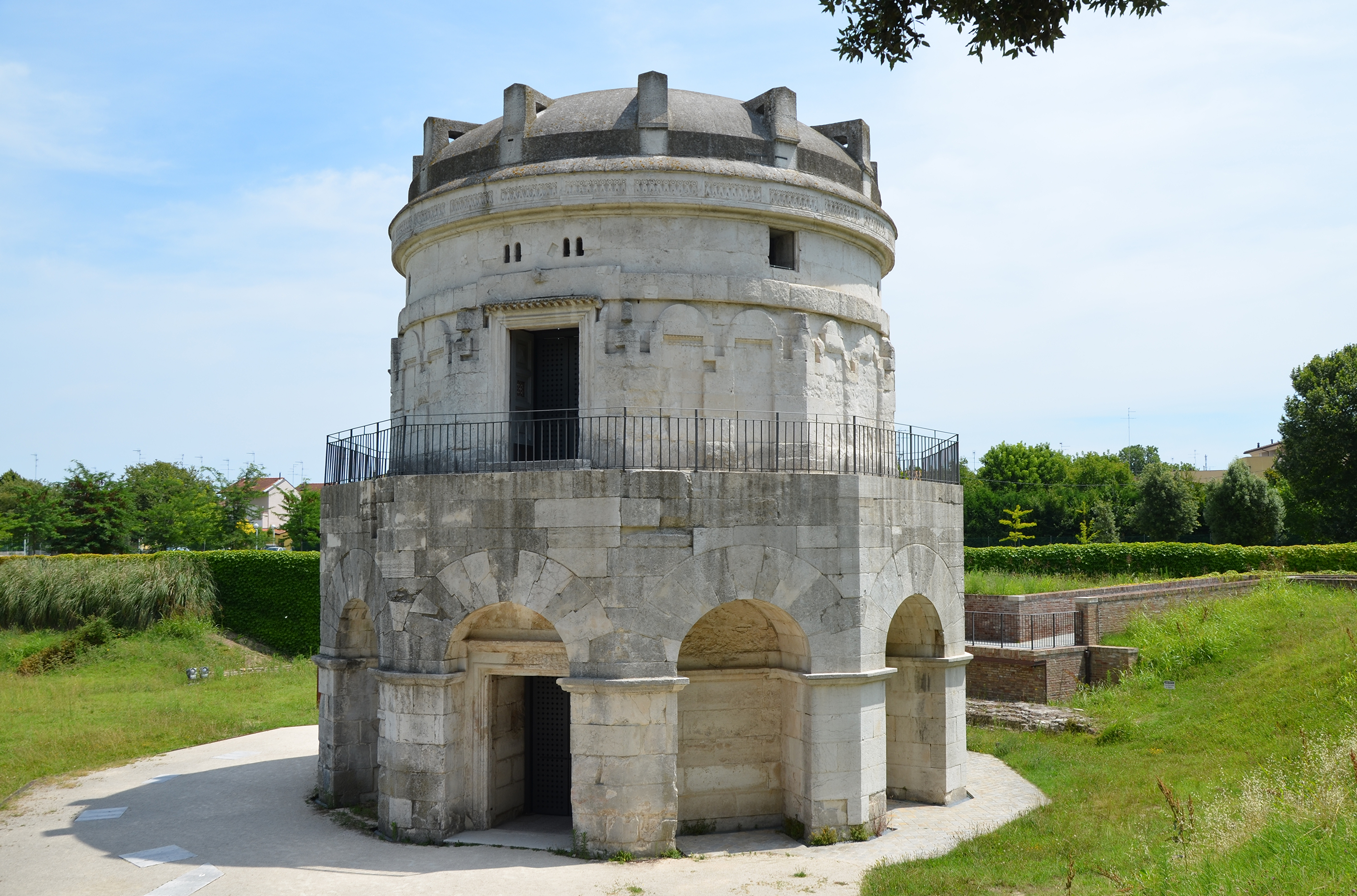
Theodorik mauzóleuma

Később az egyenlő szárú görög kereszt alakú kupolás templom vált általánossá. A kupolán vágott ablakok a természetes fényt szolgáltatták. Az épületek keskenyebbek és magasabbak. A külső térhatás is fontos lett. A falak tagoltabbak, s az építőanyag is változatosabb: tégla, kő, habarcs s mindez úgy kombinálva, hogy a homlokzat minél színesebb legyen. A 11–12. században épült velencei Szent Márk-székesegyház a bizánci és nyugati művészet legszebb eredményeit egyesíti. A székesegyház kezdetben egyszerű téglaépítmény volt, de fokozatosan a 13. századra, ahogy a kereskedőváros gazdagodott, díszes márványkülsőt kapott.

##### A Balkán
Konstantinápoly 1453-as oszmán meghódítása után a Bizánci Birodalom végleg összeomlott, és a bizánci művészet fókusza Kelet- és délkelet-Európára helyeződött át. A mai Bulgária, Észak-Macedónia, Szerbia, Románia, Fehéroroszország, Grúzia, Ukrajna, Oroszország és más ortodox országok területén a bizánci építészet még a 18. századig fennmaradt, és megszülettek a helyi posztbizánci építészeti iskolák.
- a középkori Bulgáriában: a Preslav és Tarnovo építészeti iskolák,
- a középkori Szerbiában: a Raškai (wd), a Vardar (wd) és a Morava (wd) építésziskolák.

A szerbiai és moldvai építészet a bizánci stílus mellett nyugati hatásokat is magába szívott (román, gótikus).
A középső bizánci éra idejére a birodalomtól északra fekvő területeket a szlávok elfoglalták. Nyugat felé vándorolva, a mai Bulgária, Ukrajna, Oroszország, Albánia, Szerbia, Macedónia, Románia és Belorusszia területén letelepedetteket déli és keleti szlávoknak nevezték. A birodalmon belüli kifinomultság és gazdagság vonzotta őket, különösen Konstantinápolyban, és magukévá tették annak egyházát és kultúráját, saját hagyományaikhoz igazítva azokat. A szláv népeknek a bizánci állam által a IX. század közepén kezdődő sikeres keresztény hitre térítését a birodalom legjelentősebb eredményének nevezik.
Borisz kánt, aki Bulgária uralkodójaként a Balkán nagy részét uralta, 864-ben Konstantinápolyból misszionáriusok keresztelték meg. Mivel a bolgárok 811-ben, az ikonoklasztikus vita utolsó éveiben döntő vereséget mértek a bizánci seregre, Borisz és népének későbbi megtérése jelentős lépés volt abban, hogy a birodalom közvetlen befolyási övezetébe kerültek. Bár a kereszténységet már a hatodik században korlátozottan bevezették, Bulgária megtérése kapcsán fogadták el a déli szlávok az új hitet.  A bolgárokon keresztül került a Ruszba a glagolita ábécé és a liturgikus nyelv, az egyházi szláv nyelv. Az ábécét és a nyelvet Szent Konstantin filozófus (Cirill) fejlesztette ki, hogy felkészüljön a 863-ban testvérével, Szent Metóddal Morvaországba induló misszióra. Pliszkában és Ohridban jelentős iskolákat hoztak létre, ahol a vallásos szövegeket görögből egyházi szláv nyelvre fordították. Ezek az iskolák (scriptoriák) segítették az ortodox kereszténység és a bizánci kultúra elterjedését más szláv közösségek körében. 
Bár a bizánci misszionáriusok már a IX. század közepén megtérítették Szerbiát (latinul Rascia), a kapcsolatok a szerbekkel csak Bulgária meghódításával mélyültek el.  Nemanja István szerb fejedelem (kb. 1165/68-1196) uralkodása alatt Szerbia rövid ideig Bizánc vazallus állama volt, de hamarosan visszanyerte függetlenségét. Nemanja studenicai temetkezési temploma  amely a nyugati román elemekkel díszített hosszhajó fölött egy bizánci kupolával rendelkezik, jól mutatja Szerbia helyzetét a kultúrák között ezekben az évszázadokban.. A negyedik keresztes hadjárat (1202-4) idején Szerbia egyike volt a birodalom azon határvidékeinek, amelyek sikeresen tárgyaltak a pápasággal az önálló királyságként való elismerésről. 1217-ben Szerbia uralkodója, I. Stefan  III. Honorius pápától elnyerte a királyi koronát; 1219-ben a szerb egyházat Bizánc autokefálnak ismerte el. Szerbia mint politikai és kulturális hatalom csúcspontja azonban csak a XIV. században, Stefan Uros IV Dusán király (. 1331-1355) alatt következik be. Szerbia mellett még a magyarok is a közép-bizánci korszakban egy időre a konstantinápolyi pályára kerültek, különösen III. Béla király (1172-1196).  Béla ifjúkorában rövid időre eljegyezte I. Mánuel bizánci császár örökösét, Komnéné Máriát; magyar királyként apósa volt II. (Angyalos) Izsák bizánci császárnak ( 1185-95; 1203-1244). Végül azonban Magyarország a római egyház és a nyugati kultúra keretein belül maradt.

### Grúzia, Örményország

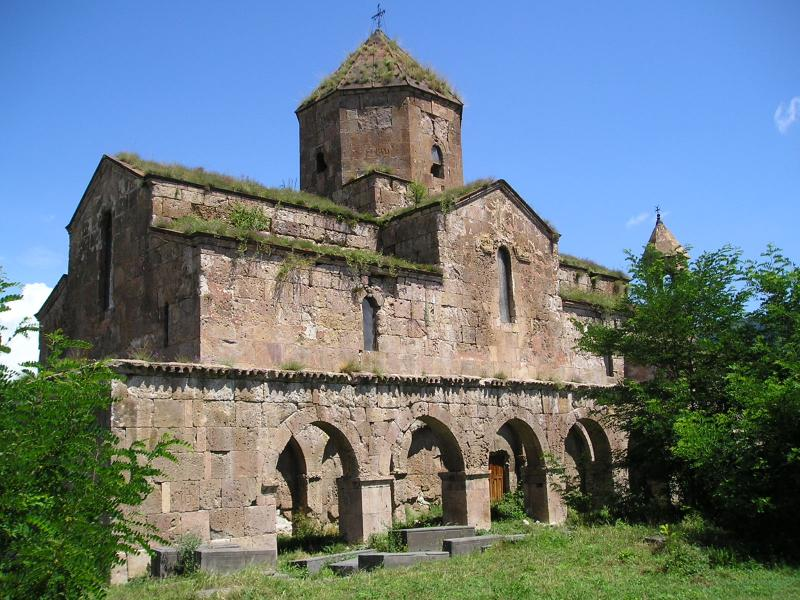
Az odzuni bazilika Örményország

Grúziában, ahol már 301-ben államvallássá tették a kereszténységet, történelmi helyzetéből adódóan természetes volt, hogy bizánci mintákat kövessen, ugyanakkor felismerhető a keleties (elsősorban iráni), de hellén-római hagyományok hatása is. Az eltérés bizonyos technikai megoldásokban található, pl. nem csegelyt, hanem tölcsérboltozatot használ a térszervezéshez. A 4-5. században befejezett yererouki bazilika a szíriai templomépítészettel rokon megoldásokat használ. A két nyugati torony oldalról csatlakozik a bazilika hossztengelyéhez, és ez egyedivé teszi. Az örményországi odzuni kupolás bazilika háromhajós, középen a négy pilléren nyugvó kupola. Az alaprajz görögkereszt lett. A Hagia Szophiához hasonlóan egyesíti magában a hosszanti és a központosított (centrális) rendszert. A későbbiekben ez a templomépítési stílus terjedt el Örményországban. 

### Szíria, Palesztina
Szíriában és Palesztinában emelt épületek közül jelentős a Sínai-hegy oldalában felépített Mária Theotokosz- (Istenanya-) kolostor (ma Szent Katalin-kolostor), amelyet gránittömbökből építettek.

### Törökország
A nyolcadik századtól Kappadókiában, a Göreme-völgyben fontos építészeti iskolák alakultak ki, az itt letelepült szerzetesközösségek a könnyen faragható mésztufából több tucat templomot vájtak ki, vagy építettek fel.

### Görögország
Nagy valószínűséggel konstantinápolyi építész tervei alapján készülhetett a thesszaloniki Hagia Szophia, a görög kereszt alaprajzon középen kupola található.
A bizánci szerzetesek által megtérített keleti szláv népek – bolgárok, szerbek, oroszok – a görög eredetű, cirill írással együtt átvették a kupolás bizánci templomépítészetet, valamint a bizánci festészet stílusát is.

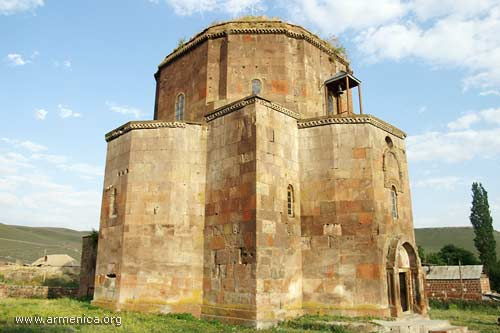
Szt. János-templom, Örményország, 5. század
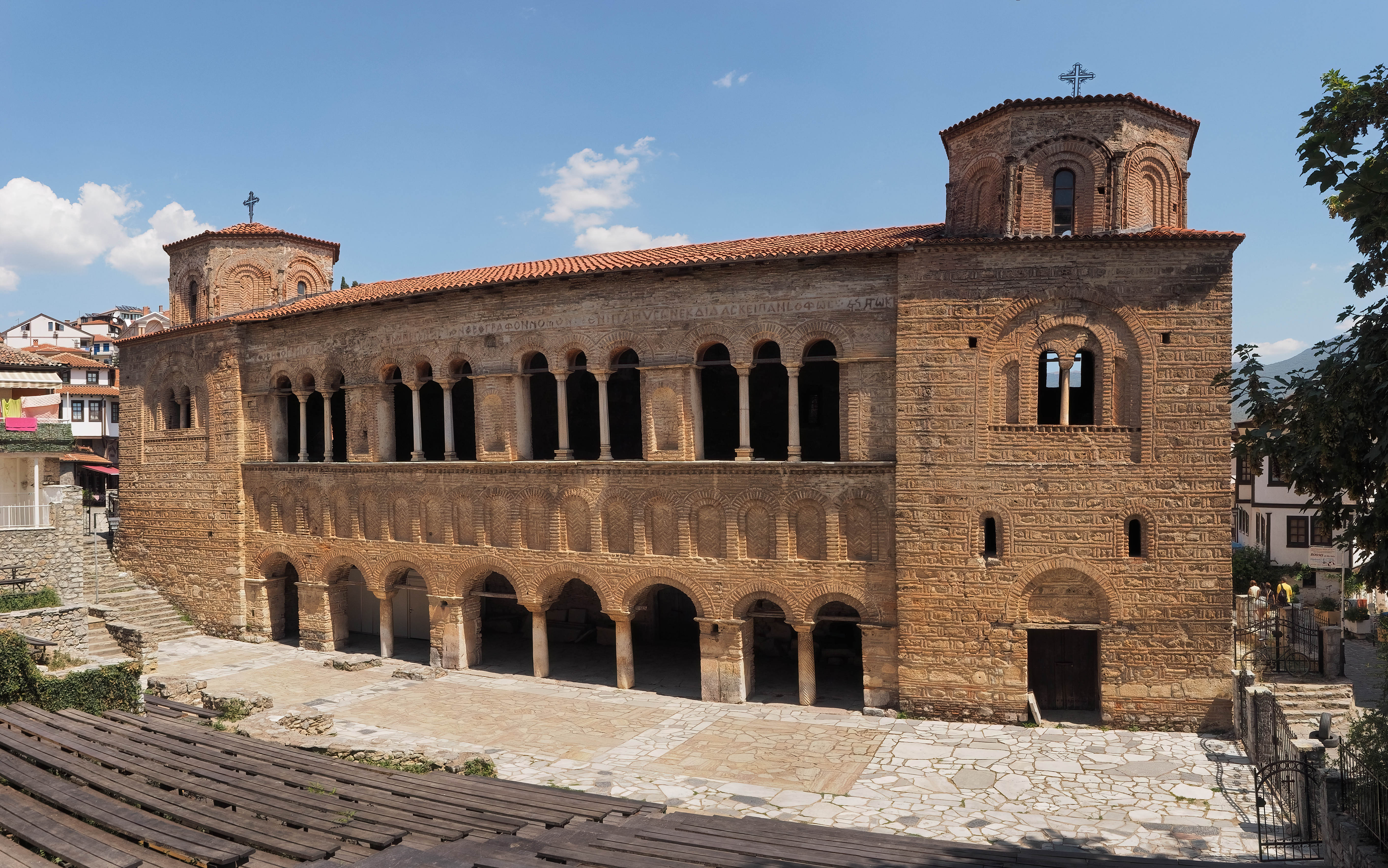
Szent Zsófia-templom, Ohrid, Macedónia, 9. század
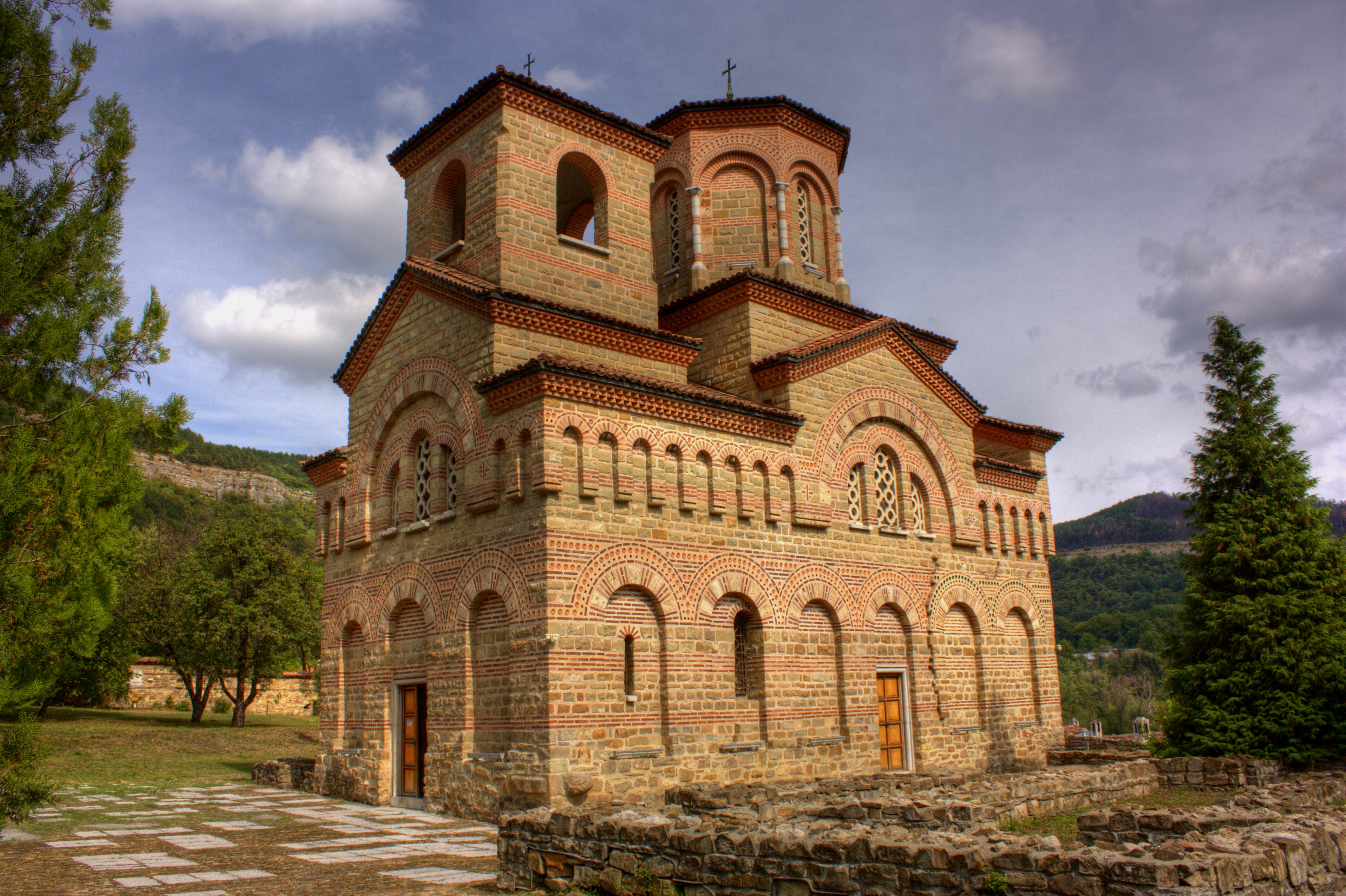
Szaloniki Szt. Demetriusz-templom, Veliko Tarnovo, Bulgária
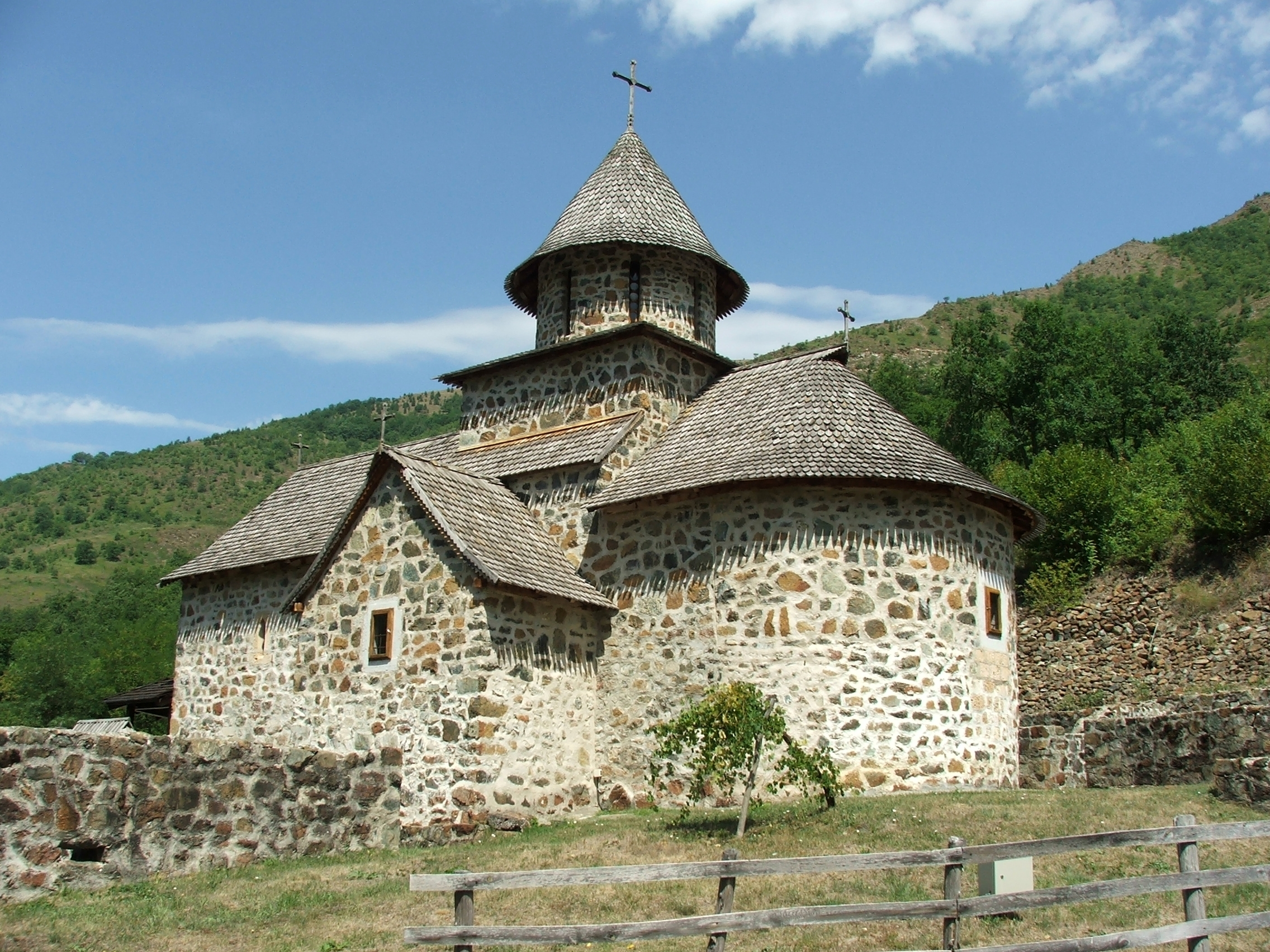
Uvac kolostora, Szerbia, 12–13. század
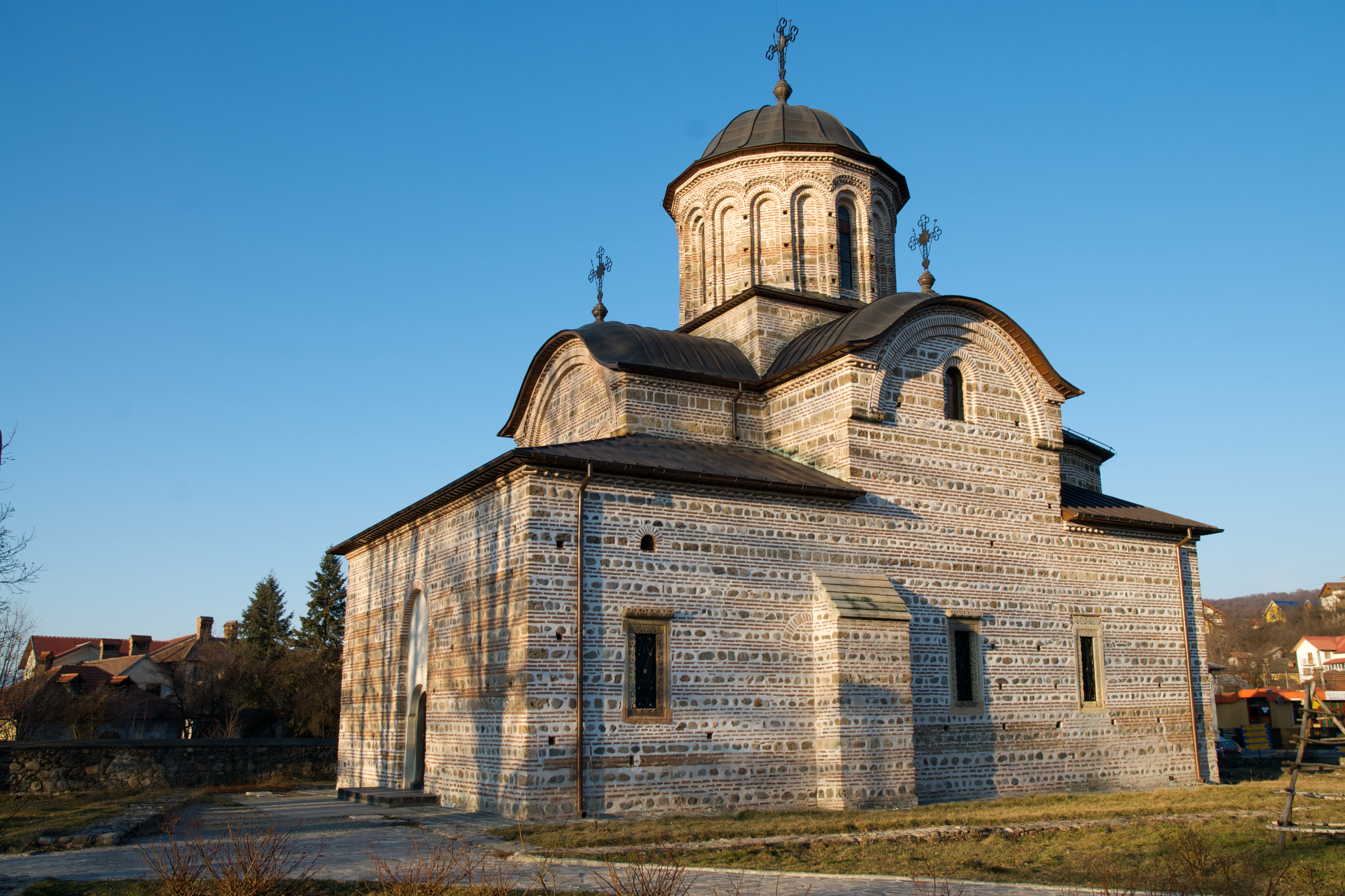
Szt. Miklós-templom, Curtea de Argeș, Románia, 14. század
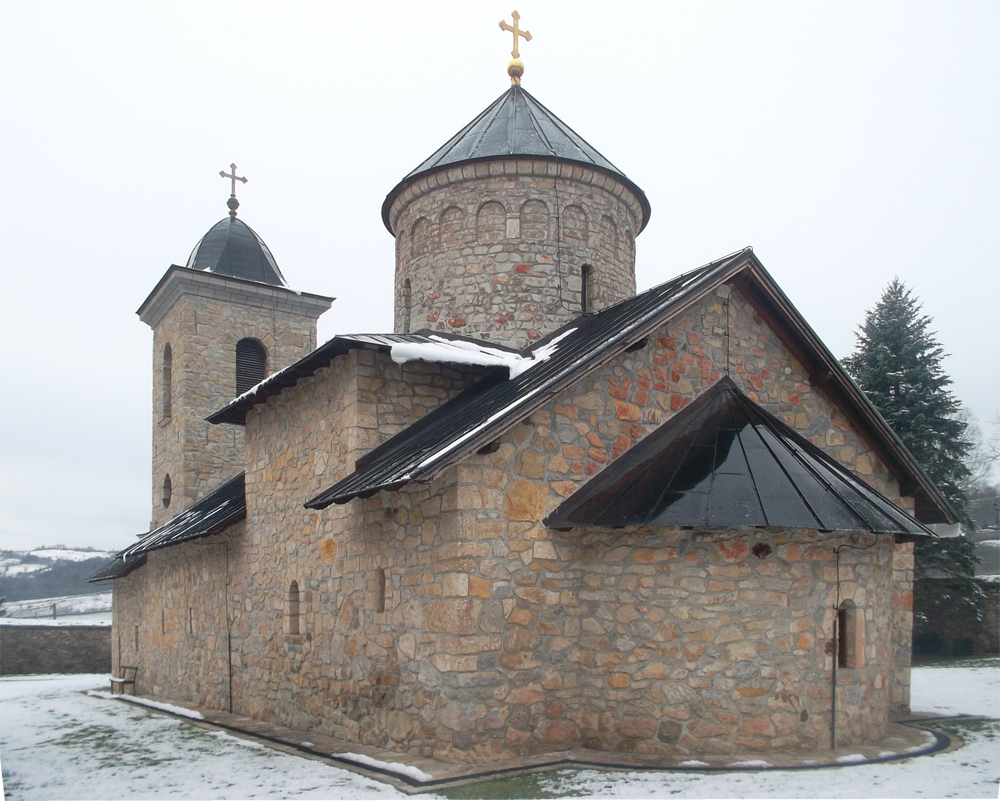
Gomionica-kolostor, Szerbia, 15. század
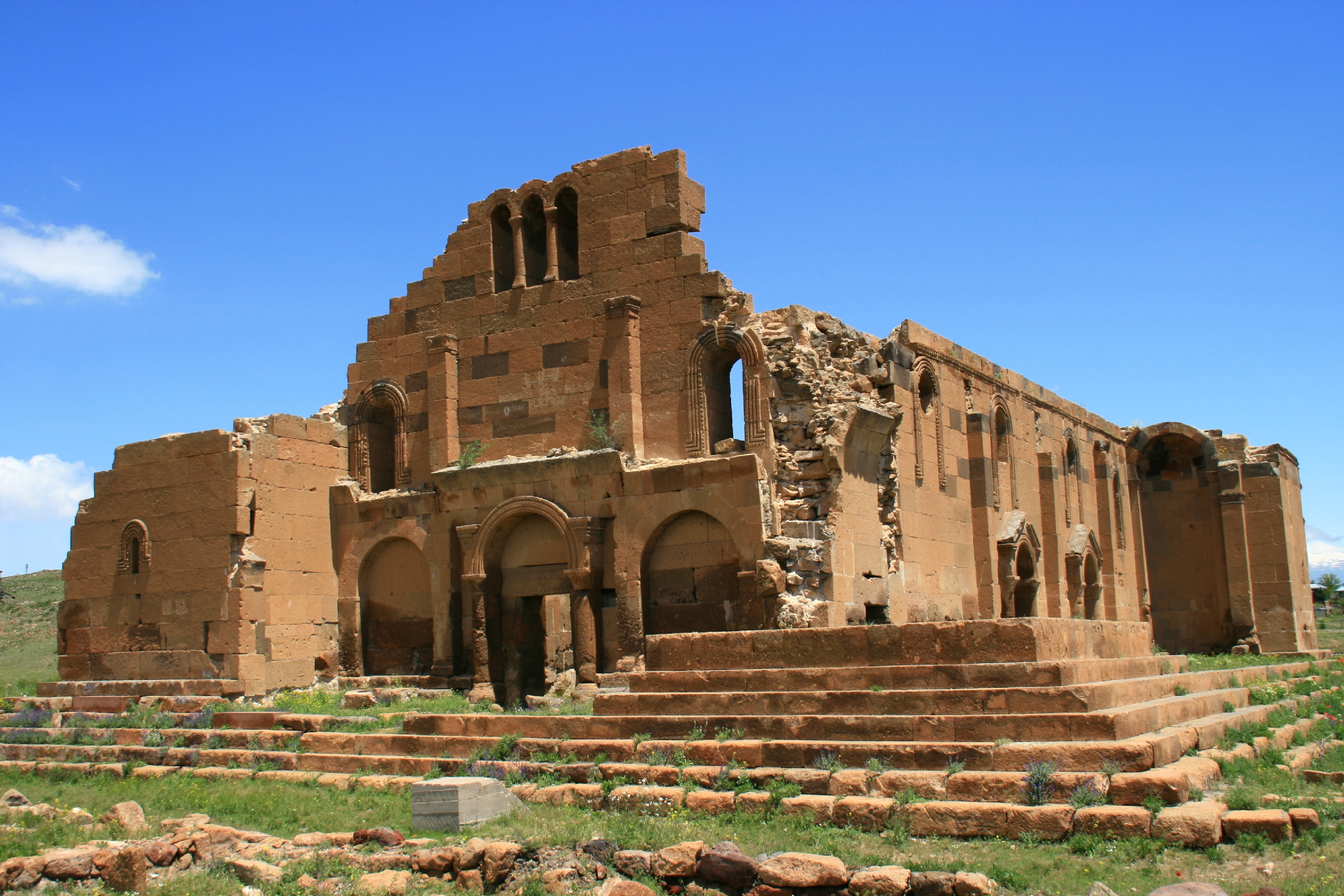
Az örmény ererouki bazilika
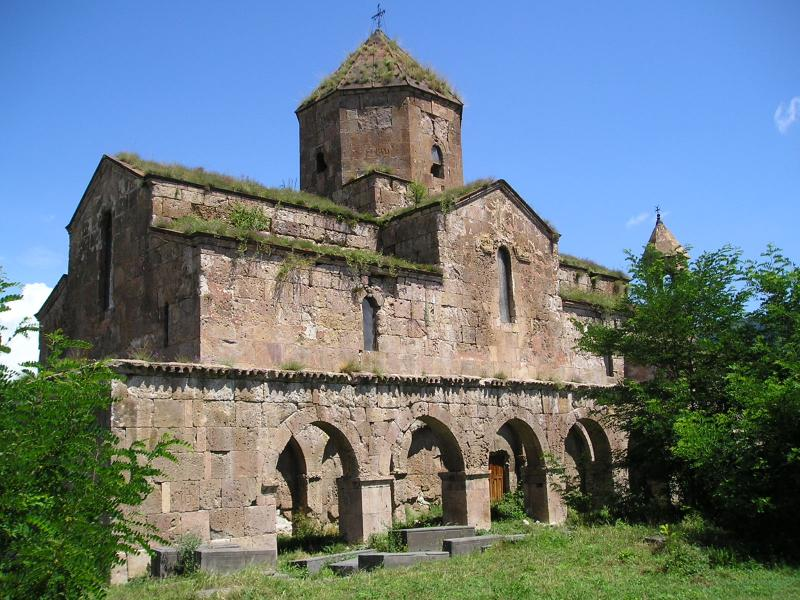
Az odsuni bazilika, Örményország, (6. század második fele)

### Kijevi Rusz és Oroszország
A bizánci kultúra középkori tekintélyének meghatározó bizonyítéka, hogy befolyása kiterjedt a Kijevi Ruszra, amely Kelet-Európában a IX. század második felében alakult ki. A Kijevi Rusz területe a Fekete-tengertől északra fekvő sztyeppéktől a Volga felső folyásán és a Ladoga és Onega tavon túli régiókig terjedt, amit a keleti szláv törzsek az ötödik és hatodik században foglaltak el, amikor a Kárpátoktól északra fekvő, a Visztula völgyében és a Prípiátus mocsaraiban lévő eredeti hazájukból szétszóródtak. A Balti- és a Fekete-tengert összekötő folyók fontos szerepet játszottak a Kijevi Rusz állam felemelkedésében. A 9. század közepére a Svédországból és Gotlandról érkező viking törzsek a Balti-tengert a Dnyeperrel összekötő folyók mentén utaztak Bizáncba, amely hozzáférést biztosított a Fekete-tengerhez és Konstantinápolyhoz. Ezen az útvonalon a vikingek kereskedelmi előőrsöket létesítettek a kelet-szláv települések között.
A Kijevi Rusz állam megalakulása kijevi központtal jött létre,  Kijevből a Rusz állam fokozatosan kiterjedt a keleti szláv törzsekre, amelyek a mai Ukrajna, Belorusszia és Oroszország területén éltek. Kijev volt a Rusz állam és a Bizánci Birodalom közötti legfontosabb érintkezési pont, és a 10. században a keleti szlávok bizánci kereszténységre való áttérésének magja.
A ruszok nemcsak kereskedelmet folytattak Bizánccal, hanem támadásokat indítottak Konstantinápoly ellen, de részt vettek Bizánc hadjárataiban is, a kezdeti csatározások a birodalommal, a ruszok győzelme segített biztosítani a Rusz jogait. A ruszok, bár a középső bizánci századok során végig megőrizték politikai függetlenségüket többször Bizánchoz fordultak. A Rusznak nem volt kapcsolatuk az ókori múlt görög-római hagyományaival, de a civilizáció mértékét Bizáncban találták meg. A keresztény bizánci művészet sok évszázadon át döntő hatással volt az orosz építészetre.  A Krímben található bizánci településeken és Bulgárián keresztül a Konstantinápolyban gyakorolt keresztény hitet 988-ban hivatalosan is átvették a bizánci udvari kultúrával együtt, amint azt a kijevi Mihajlovszkij Zolotoverkhij-székesegyház (Aranykupolás Szent Mihály-székesegyház) díszítése is mutatja.

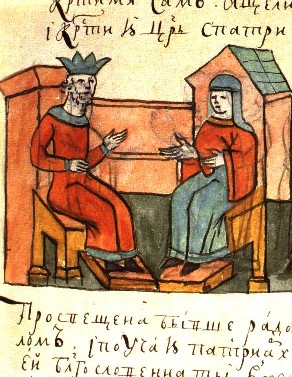
Olga kijevi uralkodó látogatása VII. Konstantinnál Konstantinápolyban

Kijev első keresztény uralkodója Olga hercegnő (megh. 969), Igor herceg (megh. 945) felesége volt, aki 945 és 960 között uralkodott. A Bizánccal való politikai kapcsolatok előmozdítása érdekében Olga hercegnő Konstantinápolyba utazott, ahol VII. Konstantin fogadta őt. A kijevi Szent Szófia-székesegyház déli lépcsőházi tornyában egy freskó Olga útjának császári pompáját örökíti meg. A rusz krónikák szerint Olgát Konstantinápolyban keresztelték meg a pátriárka által végzett szertartáson, és VII. Konstantin szolgált keresztapjaként. A Kijevi Rusz "bizánciasodása" azonban fokozatos folyamat volt, amely soha nem volt mindenre kiterjedő. A balkáni szláv államokkal ellentétben a Kijevi Rusz nemcsak a Bizánci Birodalom meglévő határai mögött, hanem a régi Római Birodalom határain kívül is feküdt. Ezért eltávolodott a bizánci kultúra görög-római alapjaitól. Miután Konstantinápolyban járt, Olga hercegnő követeket küldött I. Ottóhoz, a XII. János pápa által császárrá kinevezett német királyhoz, hogy kérje egy püspök és papok Ruszba küldését. Bár ez a küldetés nem járt sikerrel, a későbbi Kijevi Rusz uralkodói továbbra is többféle nemzetközi kapcsolatot ápoltak.
Olga hercegnő unokája, Volodimir nagyherceg (980-1015) volt az, aki 988-ban a bizánci kereszténységet a Kijevi Rusz államvallásává tette. A Povést vremennykh lét (Mese a letűnt évekről) feljegyzi, hogy a bizánci liturgia szépsége és a bizánci templomok építészetének és díszítésének  pompája meggyőzte a Volodimir nagyfejedelem által Konstantinápolyba küldött követeket, hogy a bizánci ortodox hitet ajánlják saját népüknek". Kijevben Konstantinápolynak alárendelt metropolitai széket hoztak létre, és a következő években bizánci papok és mesterek ikonokat, ereklyéket, liturgikus könyveket és egyéb kellékeket hoztak magukkal. Kijevben bizánci építészek és építők építették a nagyméretű kőműves Desiatynna (Tythe) templomot  amelyre Volodimir bevételeinek egytizedét szentelte. Bizáncot utánozva a nagyfejedelem aranyérméket bocsátott ki, amelyek előlapján Krisztus képe, hátlapján pedig saját arcképe volt látható.

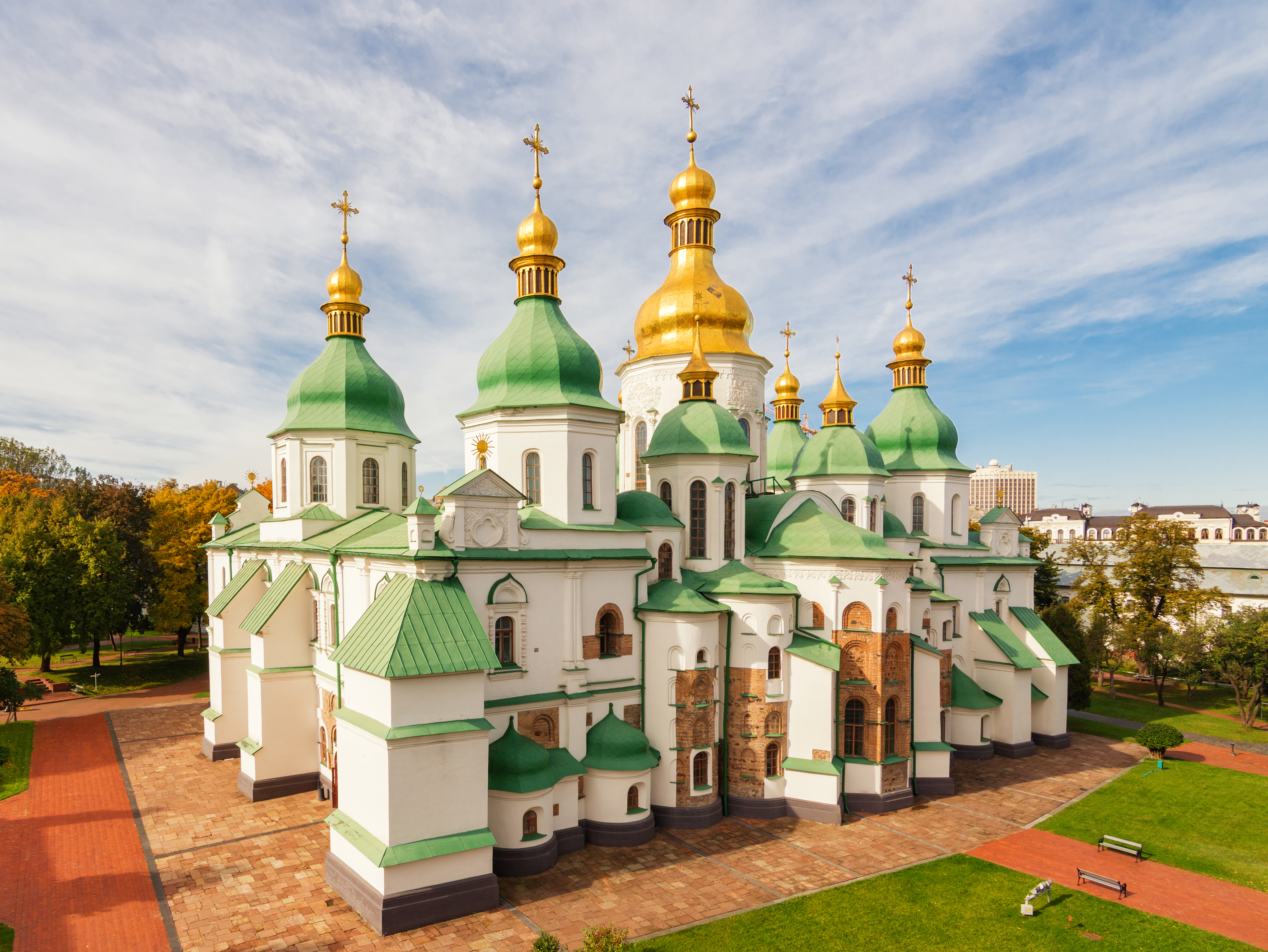
A kijevi Szent Szófia-székesegyház

A kezdeti időkben a Kijevi Rusz építészei nagyon kedvelték a görög kereszt alaprajzot. Az első mesterek is görögök voltak, akiktől a helyi mesterek tanultak, és eközben sajátos stílust alakítottak ki.
Novgorodban és Kijevben a 11. század elején szerény méretekben egyfajta önálló bizánci-orosz stílus  indult fejlődésnek. A kijevi és a a novgorodi Szt. Szófia-székesegyházak jellegzetessége a sok kis négyzetes vagy téglalap alakú térrészre tagolódás, az ókeresztény nagytér-építészet ellentéteként.
Az orosz templomépítészet modellje a keresztkupolás építmény. Ezek jellemzői a görög kereszt alapon: 
- magasra nyúló keleti apszis
- öt hajó
- négyzetes térre épülő kupola
- 4–12 mellékkupola, alatta kicsi, áttekinthetetlen tércellák
- magas, hengeres fülkeboltozatok. [36]

Az orosz építészet virágkora 1400 körül kezdődik, amikor Moszkva lesz a hatalmi központ. Nincsenek európai példák az emléktemplomokra: 
- többnyire ötkupolások
- az épületnek monumentális külalakot kölcsönöz a hatszögű kör- és szamárhátív több szinten a főkupola alatt (kokosnyik (wd))
- hagymakupolák és más fantáziadús kupoladíszítések

Az orosz reneszánsz bizáncias szellemű alkotása a sokszínű hagymakupolás Vaszilij Blazsennij-székesegyház. Hasonló szellemiségű templom található Pokrovban és Filiben.
Az Onyega-tó Kizsi szigetének templomai a 18. századi orosz szakemberek mesterségbeli tudásának csúcsát jelenti. A teljes egészében fából épült templom megépítéséhez a legegyszerűbb eszközöket, fejszét és vésőt használtak. A Jézus-színeváltozása templomot huszonkét kupola díszíti.
A 19. századtól a neobizánci építészet virágzott.

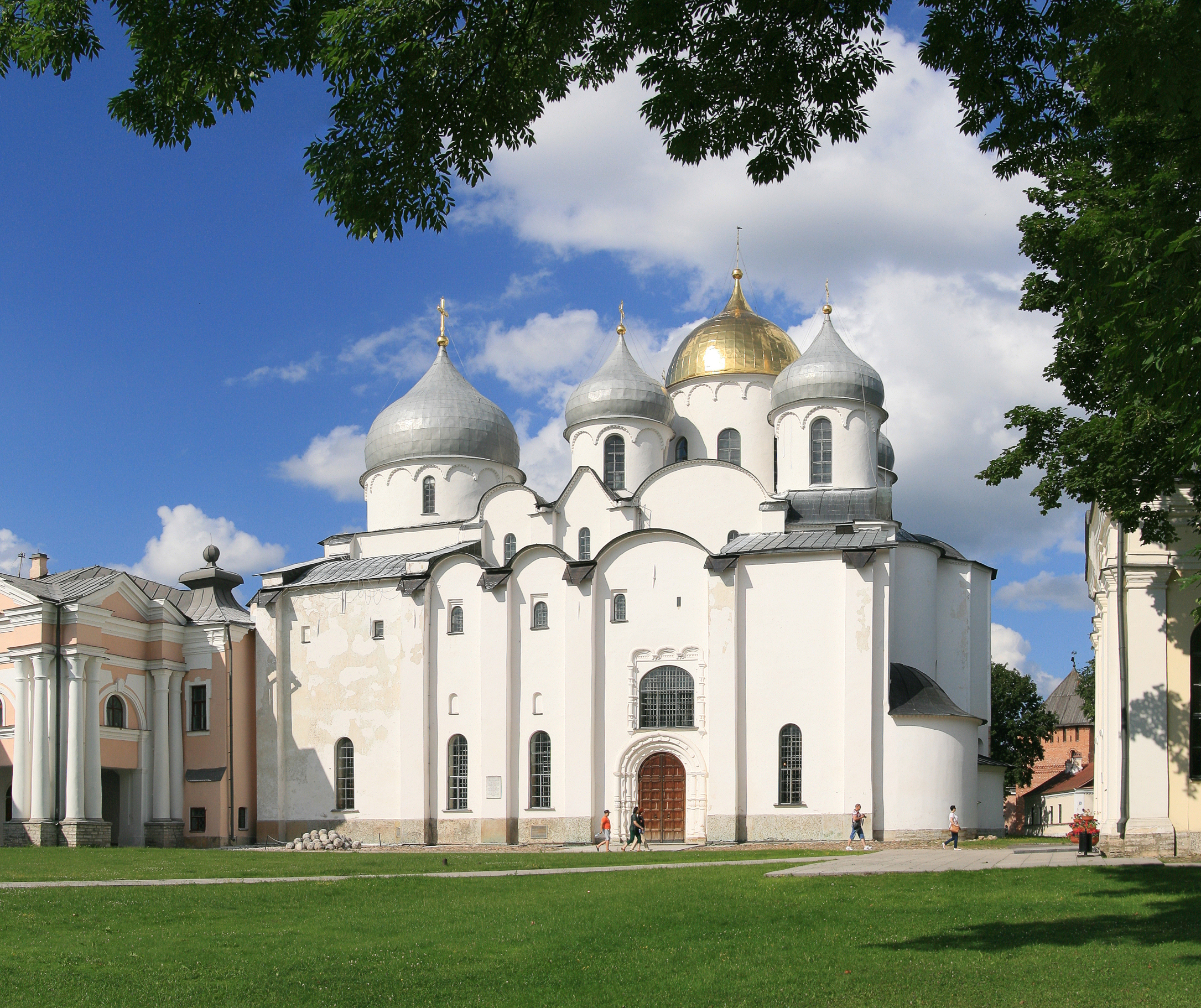
A 11. századi novgorodi Szt. Szófia-székesegyház
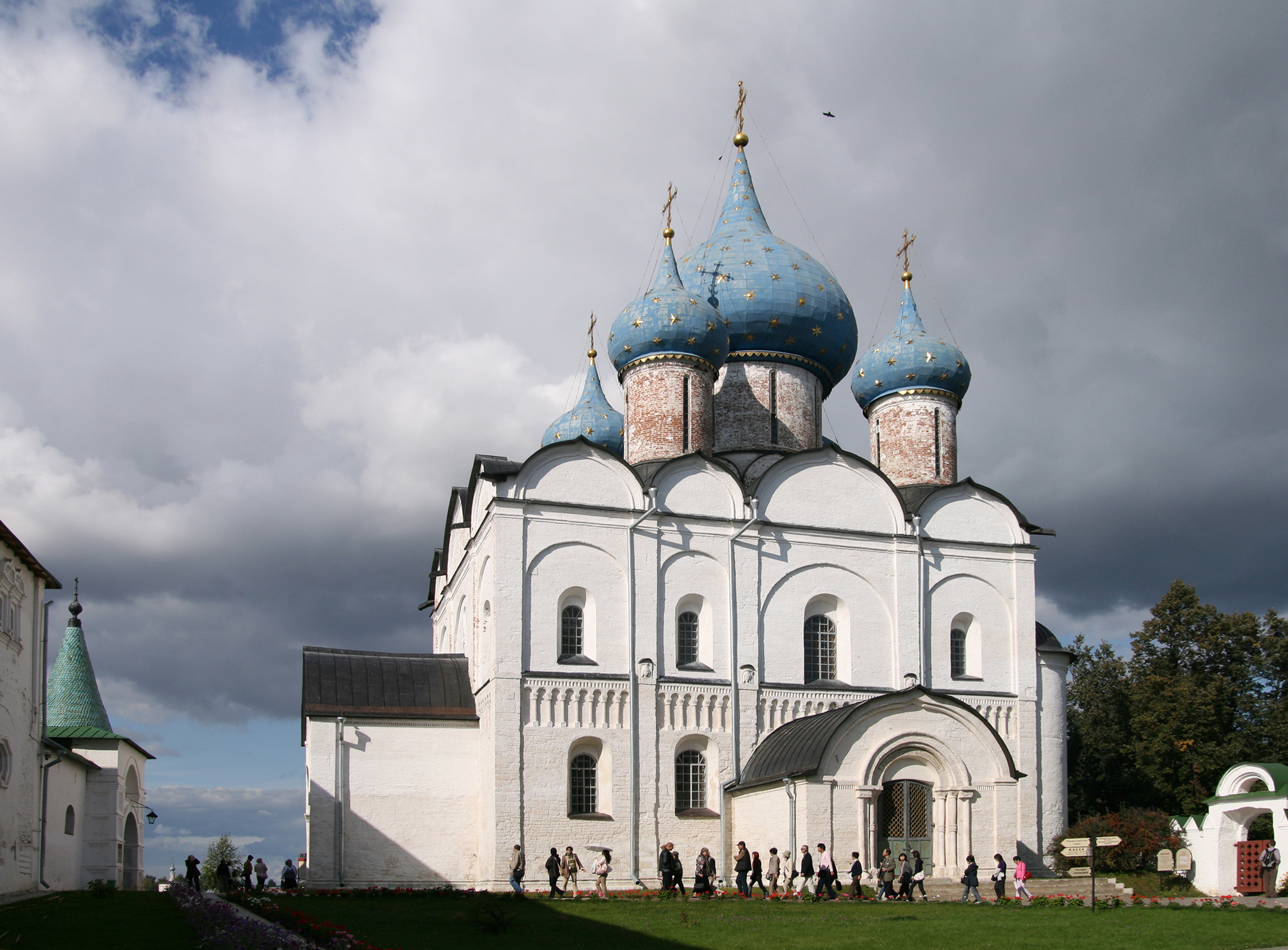
Szuzdal katedrálisa
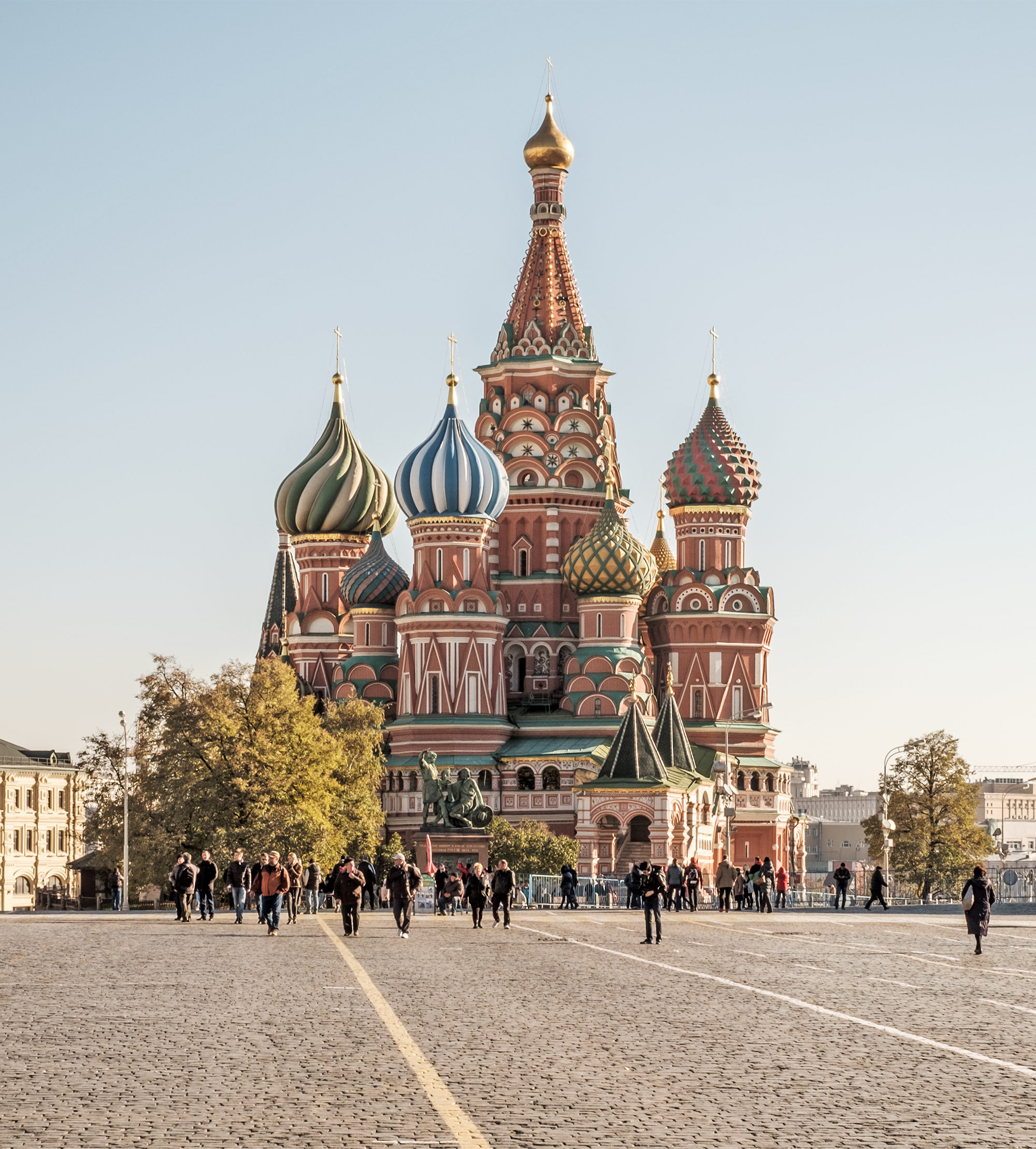
A 16. századi Vaszilij Blazsennij-székesegyház
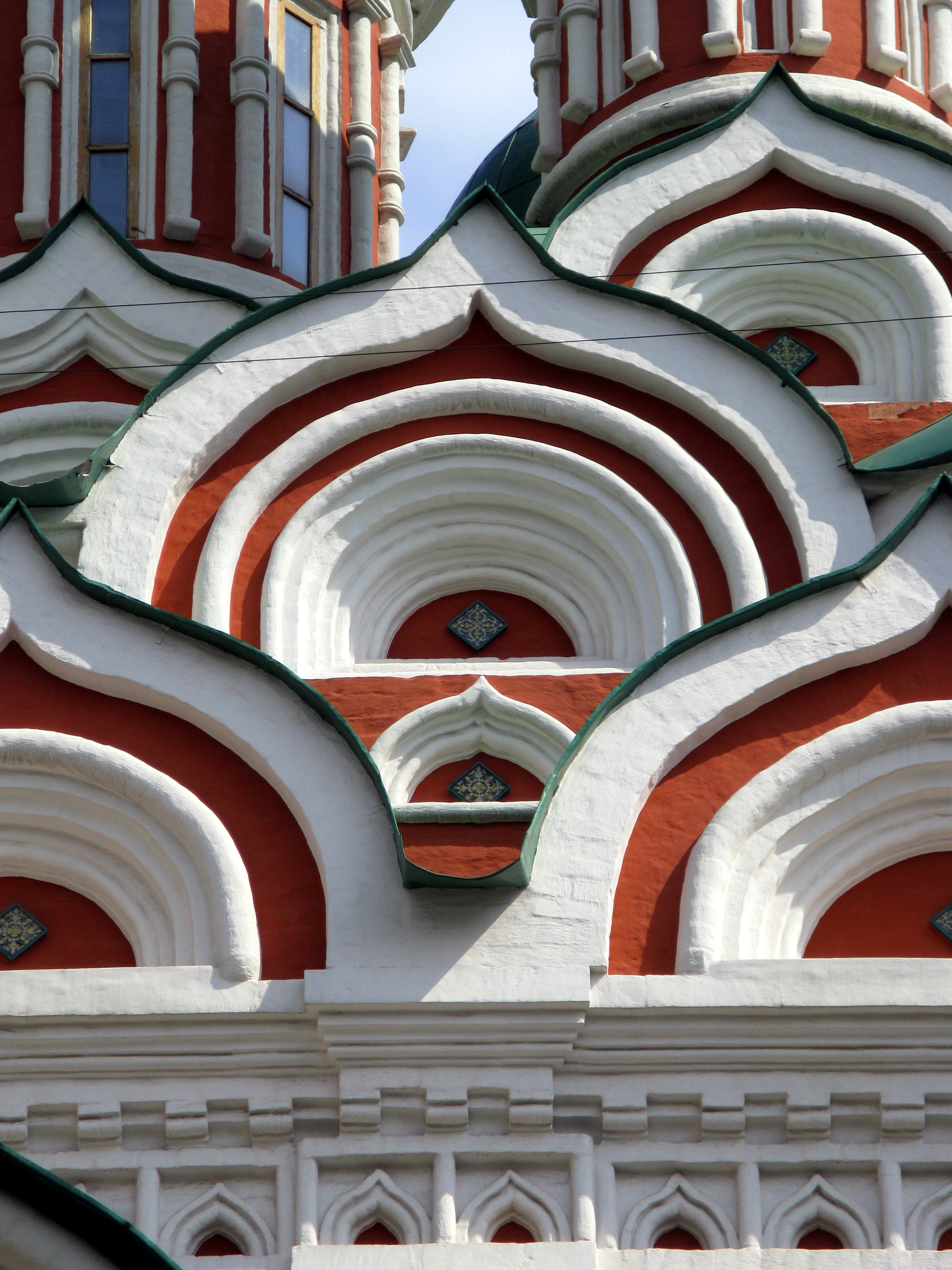
A moszkvai Szentháromság-templom kokosnyikai (wd)
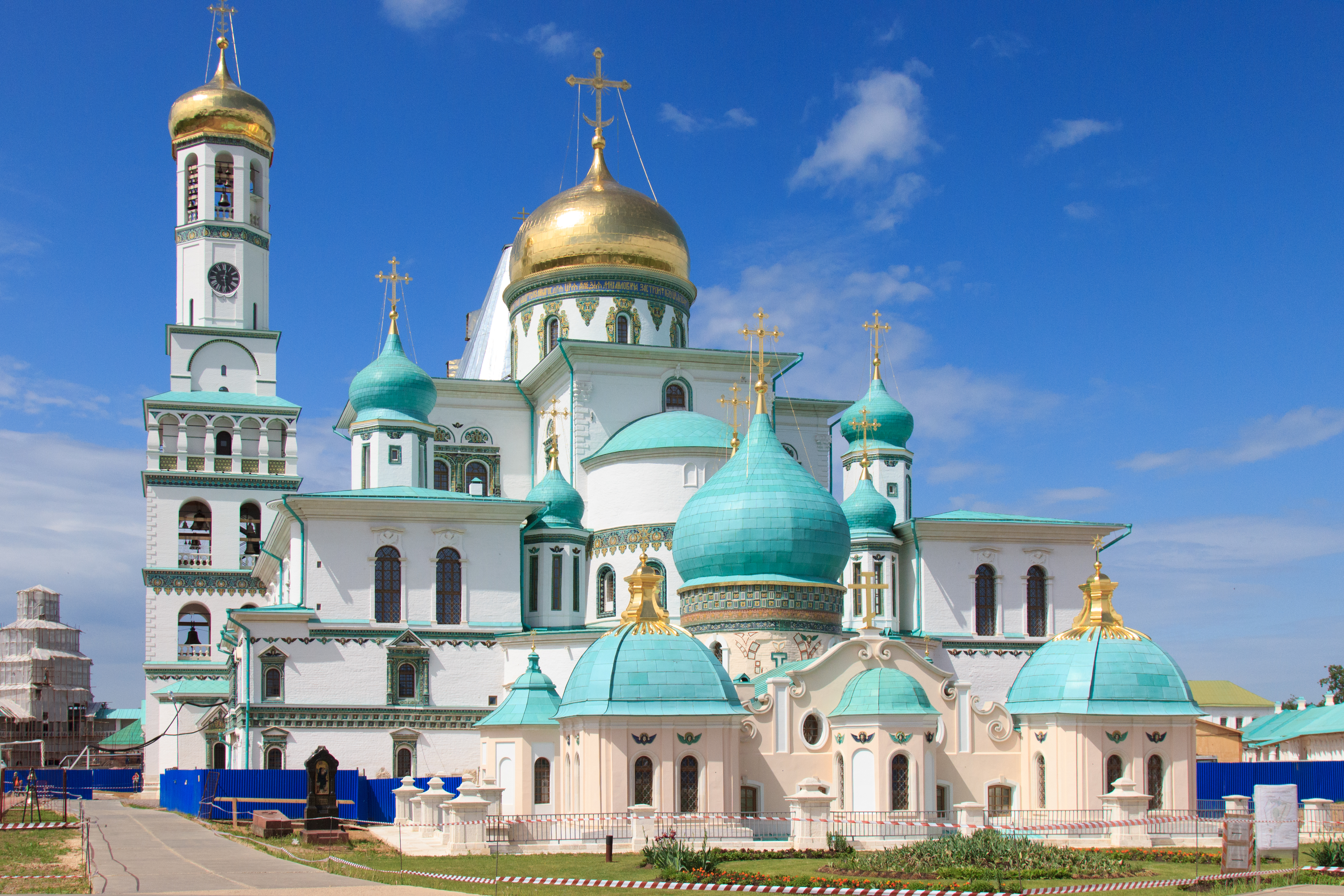
Új Jeruzsálem-kolostor temploma, 17. század
Kizsi fatemplomai, 18. század